# Ligue Europa 2017-2018
Navigation
Édition précédente Édition suivante
La Ligue Europa 2017-2018 est la quarante-septième édition de la seconde plus prestigieuse coupe européenne des clubs européens après la Ligue des champions de l'UEFA, la huitième sous le nom de Ligue Europa. Créée par l'UEFA, les éliminatoires de la compétition sont ouverts aux clubs de football des associations membres de l'UEFA, qualifiés en fonction de leurs bons résultats en championnat ou coupe nationale.
Le vainqueur de la Ligue Europa se qualifie pour la Supercoupe de l'UEFA 2018 ainsi que pour la phase de groupes de la Ligue des champions 2018-2019.
La finale se tient au Parc Olympique lyonnais à Décines-Charpieu, en France et voit la victoire de l'Atlético de Madrid sur l'Olympique de Marseille sur le score de 3-0.

## Participants

### Nombre de places par association
- Les associations aux places 1 à 51 du classement UEFA 2016 ont 3 clubs qualifiés – à l'exception de celle du Liechtenstein avec un seul club qualifié
- Les associations aux places 52 à 54 ont 2 clubs qualifiés
- L'association à la place 55 et le Liechtenstein ont 1 club qualifié
- 33 équipes éliminées de la Ligue des champions 2017-2018 sont repêchées dans cette compétition.

### Règles de distribution des places par association nationale
Les places attribuées par association nationale vont par ordre de priorité :
- à l'équipe vainqueur de la coupe nationale ;
- aux équipes les mieux classées dans les championnats nationaux et non qualifiées en Ligue des champions ;
- à l'équipe vainqueur de la coupe de la Ligue (Angleterre et France).

Cet ordre de priorité détermine le tour préliminaire d'entrée le plus tardif en qualifications et pour la phase de groupes de la Ligue Europa. Les vainqueurs des coupes nationales des associations classées aux douze premières places du classement UEFA, le quatrième du championnat des associations classées quatrième et le cinquième du championnat des associations 1 à 3 sont directement qualifiés pour la phase de groupes.

### Clubs participants
| Seizièmes de finale | Seizièmes de finale | Seizièmes de finale | Seizièmes de finale | Seizièmes de finale | Seizièmes de finale | Seizièmes de finale | Seizièmes de finale | Seizièmes de finale | Seizièmes de finale | Seizièmes de finale | Seizièmes de finale | Seizièmes de finale | Seizièmes de finale | Seizièmes de finale | Seizièmes de finale |
| --- | --- | --- | --- | --- | --- | --- | --- | --- | --- | --- | --- | --- | --- | --- | --- |
| - 4 « meilleurs troisièmes » repêchés de la phase de groupes de la Ligue des champions : - CSKA Moscou (47.876) - Atlético de Madrid (141.513) - RB Leipzig (22.456) - Sporting CP (40.816) | - 4 « meilleurs troisièmes » repêchés de la phase de groupes de la Ligue des champions : - CSKA Moscou (47.876) - Atlético de Madrid (141.513) - RB Leipzig (22.456) - Sporting CP (40.816) | - 4 « meilleurs troisièmes » repêchés de la phase de groupes de la Ligue des champions : - CSKA Moscou (47.876) - Atlético de Madrid (141.513) - RB Leipzig (22.456) - Sporting CP (40.816) | - 4 « meilleurs troisièmes » repêchés de la phase de groupes de la Ligue des champions : - CSKA Moscou (47.876) - Atlético de Madrid (141.513) - RB Leipzig (22.456) - Sporting CP (40.816) | - 4 « meilleurs troisièmes » repêchés de la phase de groupes de la Ligue des champions : - CSKA Moscou (47.876) - Atlético de Madrid (141.513) - RB Leipzig (22.456) - Sporting CP (40.816) | - 4 « meilleurs troisièmes » repêchés de la phase de groupes de la Ligue des champions : - CSKA Moscou (47.876) - Atlético de Madrid (141.513) - RB Leipzig (22.456) - Sporting CP (40.816) | - 4 « meilleurs troisièmes » repêchés de la phase de groupes de la Ligue des champions : - CSKA Moscou (47.876) - Atlético de Madrid (141.513) - RB Leipzig (22.456) - Sporting CP (40.816) | - 4 « meilleurs troisièmes » repêchés de la phase de groupes de la Ligue des champions : - CSKA Moscou (47.876) - Atlético de Madrid (141.513) - RB Leipzig (22.456) - Sporting CP (40.816) | - 4 « moins bons troisièmes » repêchés de la phase de groupes de la Ligue des champions : - SSC Naples (89.883) - Spartak Moscou (21.376) - Celtic Glasgow (32.625) - Borussia Dortmund (98.456) | - 4 « moins bons troisièmes » repêchés de la phase de groupes de la Ligue des champions : - SSC Naples (89.883) - Spartak Moscou (21.376) - Celtic Glasgow (32.625) - Borussia Dortmund (98.456) | - 4 « moins bons troisièmes » repêchés de la phase de groupes de la Ligue des champions : - SSC Naples (89.883) - Spartak Moscou (21.376) - Celtic Glasgow (32.625) - Borussia Dortmund (98.456) | - 4 « moins bons troisièmes » repêchés de la phase de groupes de la Ligue des champions : - SSC Naples (89.883) - Spartak Moscou (21.376) - Celtic Glasgow (32.625) - Borussia Dortmund (98.456) | - 4 « moins bons troisièmes » repêchés de la phase de groupes de la Ligue des champions : - SSC Naples (89.883) - Spartak Moscou (21.376) - Celtic Glasgow (32.625) - Borussia Dortmund (98.456) | - 4 « moins bons troisièmes » repêchés de la phase de groupes de la Ligue des champions : - SSC Naples (89.883) - Spartak Moscou (21.376) - Celtic Glasgow (32.625) - Borussia Dortmund (98.456) | - 4 « moins bons troisièmes » repêchés de la phase de groupes de la Ligue des champions : - SSC Naples (89.883) - Spartak Moscou (21.376) - Celtic Glasgow (32.625) - Borussia Dortmund (98.456) | - 4 « moins bons troisièmes » repêchés de la phase de groupes de la Ligue des champions : - SSC Naples (89.883) - Spartak Moscou (21.376) - Celtic Glasgow (32.625) - Borussia Dortmund (98.456) |
| Phase de groupes | | | | | | | | | | | | | | | |
| - Villarreal CF (64.999) 5e d'Espagne en 2016-2017 - Real Sociedad (27.499) 6e d'Espagne en 2016-2017 - FC Cologne (15.899) 5e d'Allemagne en 2016-2017 - Hertha Berlin (16.899) 6e d'Allemagne en 2016-2017 - Arsenal (105.135) Vainqueur de la Coupe d'Angleterre 2016-2017 - Manchester United (93.135) 6e d'Angleterre en 2016-2017 - Atalanta Bergame (14.666) 4e d'Italie en 2016-2017 - Lazio Rome (56.666) 5e d'Italie en 2016-2017 - Vitoria Guimarães (14.866) 4e du Portugal en 2016-2017 - Olympique lyonnais (68.833) 4e de France en 2016-2017 - Lokomotiv Moscou (20.606) Vainqueur de la Coupe de Russie 2016-2017 - Zorya Louhansk (13.526) 3e d'Ukraine en 2016-2017 - SV Zulte Waregem (14.480) Vainqueur de la Coupe de Belgique 2016-2017 - Vitesse Arnhem (9.212) Vainqueur de la Coupe des Pays-Bas 2016-2017 - Konyaspor (9.840) Vainqueur de la Coupe de Turquie 2016-2017 - FC Lugano (6.415) 3e de Suisse en 2016-2017 - FC Fastav Zlín (6.635) Vainqueur de la Coupe de République tchèque 2016-2017 | - Villarreal CF (64.999) 5e d'Espagne en 2016-2017 - Real Sociedad (27.499) 6e d'Espagne en 2016-2017 - FC Cologne (15.899) 5e d'Allemagne en 2016-2017 - Hertha Berlin (16.899) 6e d'Allemagne en 2016-2017 - Arsenal (105.135) Vainqueur de la Coupe d'Angleterre 2016-2017 - Manchester United (93.135) 6e d'Angleterre en 2016-2017 - Atalanta Bergame (14.666) 4e d'Italie en 2016-2017 - Lazio Rome (56.666) 5e d'Italie en 2016-2017 - Vitoria Guimarães (14.866) 4e du Portugal en 2016-2017 - Olympique lyonnais (68.833) 4e de France en 2016-2017 - Lokomotiv Moscou (20.606) Vainqueur de la Coupe de Russie 2016-2017 - Zorya Louhansk (13.526) 3e d'Ukraine en 2016-2017 - SV Zulte Waregem (14.480) Vainqueur de la Coupe de Belgique 2016-2017 - Vitesse Arnhem (9.212) Vainqueur de la Coupe des Pays-Bas 2016-2017 - Konyaspor (9.840) Vainqueur de la Coupe de Turquie 2016-2017 - FC Lugano (6.415) 3e de Suisse en 2016-2017 - FC Fastav Zlín (6.635) Vainqueur de la Coupe de République tchèque 2016-2017 | - Villarreal CF (64.999) 5e d'Espagne en 2016-2017 - Real Sociedad (27.499) 6e d'Espagne en 2016-2017 - FC Cologne (15.899) 5e d'Allemagne en 2016-2017 - Hertha Berlin (16.899) 6e d'Allemagne en 2016-2017 - Arsenal (105.135) Vainqueur de la Coupe d'Angleterre 2016-2017 - Manchester United (93.135) 6e d'Angleterre en 2016-2017 - Atalanta Bergame (14.666) 4e d'Italie en 2016-2017 - Lazio Rome (56.666) 5e d'Italie en 2016-2017 - Vitoria Guimarães (14.866) 4e du Portugal en 2016-2017 - Olympique lyonnais (68.833) 4e de France en 2016-2017 - Lokomotiv Moscou (20.606) Vainqueur de la Coupe de Russie 2016-2017 - Zorya Louhansk (13.526) 3e d'Ukraine en 2016-2017 - SV Zulte Waregem (14.480) Vainqueur de la Coupe de Belgique 2016-2017 - Vitesse Arnhem (9.212) Vainqueur de la Coupe des Pays-Bas 2016-2017 - Konyaspor (9.840) Vainqueur de la Coupe de Turquie 2016-2017 - FC Lugano (6.415) 3e de Suisse en 2016-2017 - FC Fastav Zlín (6.635) Vainqueur de la Coupe de République tchèque 2016-2017 | - Villarreal CF (64.999) 5e d'Espagne en 2016-2017 - Real Sociedad (27.499) 6e d'Espagne en 2016-2017 - FC Cologne (15.899) 5e d'Allemagne en 2016-2017 - Hertha Berlin (16.899) 6e d'Allemagne en 2016-2017 - Arsenal (105.135) Vainqueur de la Coupe d'Angleterre 2016-2017 - Manchester United (93.135) 6e d'Angleterre en 2016-2017 - Atalanta Bergame (14.666) 4e d'Italie en 2016-2017 - Lazio Rome (56.666) 5e d'Italie en 2016-2017 - Vitoria Guimarães (14.866) 4e du Portugal en 2016-2017 - Olympique lyonnais (68.833) 4e de France en 2016-2017 - Lokomotiv Moscou (20.606) Vainqueur de la Coupe de Russie 2016-2017 - Zorya Louhansk (13.526) 3e d'Ukraine en 2016-2017 - SV Zulte Waregem (14.480) Vainqueur de la Coupe de Belgique 2016-2017 - Vitesse Arnhem (9.212) Vainqueur de la Coupe des Pays-Bas 2016-2017 - Konyaspor (9.840) Vainqueur de la Coupe de Turquie 2016-2017 - FC Lugano (6.415) 3e de Suisse en 2016-2017 - FC Fastav Zlín (6.635) Vainqueur de la Coupe de République tchèque 2016-2017 | - Villarreal CF (64.999) 5e d'Espagne en 2016-2017 - Real Sociedad (27.499) 6e d'Espagne en 2016-2017 - FC Cologne (15.899) 5e d'Allemagne en 2016-2017 - Hertha Berlin (16.899) 6e d'Allemagne en 2016-2017 - Arsenal (105.135) Vainqueur de la Coupe d'Angleterre 2016-2017 - Manchester United (93.135) 6e d'Angleterre en 2016-2017 - Atalanta Bergame (14.666) 4e d'Italie en 2016-2017 - Lazio Rome (56.666) 5e d'Italie en 2016-2017 - Vitoria Guimarães (14.866) 4e du Portugal en 2016-2017 - Olympique lyonnais (68.833) 4e de France en 2016-2017 - Lokomotiv Moscou (20.606) Vainqueur de la Coupe de Russie 2016-2017 - Zorya Louhansk (13.526) 3e d'Ukraine en 2016-2017 - SV Zulte Waregem (14.480) Vainqueur de la Coupe de Belgique 2016-2017 - Vitesse Arnhem (9.212) Vainqueur de la Coupe des Pays-Bas 2016-2017 - Konyaspor (9.840) Vainqueur de la Coupe de Turquie 2016-2017 - FC Lugano (6.415) 3e de Suisse en 2016-2017 - FC Fastav Zlín (6.635) Vainqueur de la Coupe de République tchèque 2016-2017 | - Villarreal CF (64.999) 5e d'Espagne en 2016-2017 - Real Sociedad (27.499) 6e d'Espagne en 2016-2017 - FC Cologne (15.899) 5e d'Allemagne en 2016-2017 - Hertha Berlin (16.899) 6e d'Allemagne en 2016-2017 - Arsenal (105.135) Vainqueur de la Coupe d'Angleterre 2016-2017 - Manchester United (93.135) 6e d'Angleterre en 2016-2017 - Atalanta Bergame (14.666) 4e d'Italie en 2016-2017 - Lazio Rome (56.666) 5e d'Italie en 2016-2017 - Vitoria Guimarães (14.866) 4e du Portugal en 2016-2017 - Olympique lyonnais (68.833) 4e de France en 2016-2017 - Lokomotiv Moscou (20.606) Vainqueur de la Coupe de Russie 2016-2017 - Zorya Louhansk (13.526) 3e d'Ukraine en 2016-2017 - SV Zulte Waregem (14.480) Vainqueur de la Coupe de Belgique 2016-2017 - Vitesse Arnhem (9.212) Vainqueur de la Coupe des Pays-Bas 2016-2017 - Konyaspor (9.840) Vainqueur de la Coupe de Turquie 2016-2017 - FC Lugano (6.415) 3e de Suisse en 2016-2017 - FC Fastav Zlín (6.635) Vainqueur de la Coupe de République tchèque 2016-2017 | - Villarreal CF (64.999) 5e d'Espagne en 2016-2017 - Real Sociedad (27.499) 6e d'Espagne en 2016-2017 - FC Cologne (15.899) 5e d'Allemagne en 2016-2017 - Hertha Berlin (16.899) 6e d'Allemagne en 2016-2017 - Arsenal (105.135) Vainqueur de la Coupe d'Angleterre 2016-2017 - Manchester United (93.135) 6e d'Angleterre en 2016-2017 - Atalanta Bergame (14.666) 4e d'Italie en 2016-2017 - Lazio Rome (56.666) 5e d'Italie en 2016-2017 - Vitoria Guimarães (14.866) 4e du Portugal en 2016-2017 - Olympique lyonnais (68.833) 4e de France en 2016-2017 - Lokomotiv Moscou (20.606) Vainqueur de la Coupe de Russie 2016-2017 - Zorya Louhansk (13.526) 3e d'Ukraine en 2016-2017 - SV Zulte Waregem (14.480) Vainqueur de la Coupe de Belgique 2016-2017 - Vitesse Arnhem (9.212) Vainqueur de la Coupe des Pays-Bas 2016-2017 - Konyaspor (9.840) Vainqueur de la Coupe de Turquie 2016-2017 - FC Lugano (6.415) 3e de Suisse en 2016-2017 - FC Fastav Zlín (6.635) Vainqueur de la Coupe de République tchèque 2016-2017 | - Villarreal CF (64.999) 5e d'Espagne en 2016-2017 - Real Sociedad (27.499) 6e d'Espagne en 2016-2017 - FC Cologne (15.899) 5e d'Allemagne en 2016-2017 - Hertha Berlin (16.899) 6e d'Allemagne en 2016-2017 - Arsenal (105.135) Vainqueur de la Coupe d'Angleterre 2016-2017 - Manchester United (93.135) 6e d'Angleterre en 2016-2017 - Atalanta Bergame (14.666) 4e d'Italie en 2016-2017 - Lazio Rome (56.666) 5e d'Italie en 2016-2017 - Vitoria Guimarães (14.866) 4e du Portugal en 2016-2017 - Olympique lyonnais (68.833) 4e de France en 2016-2017 - Lokomotiv Moscou (20.606) Vainqueur de la Coupe de Russie 2016-2017 - Zorya Louhansk (13.526) 3e d'Ukraine en 2016-2017 - SV Zulte Waregem (14.480) Vainqueur de la Coupe de Belgique 2016-2017 - Vitesse Arnhem (9.212) Vainqueur de la Coupe des Pays-Bas 2016-2017 - Konyaspor (9.840) Vainqueur de la Coupe de Turquie 2016-2017 - FC Lugano (6.415) 3e de Suisse en 2016-2017 - FC Fastav Zlín (6.635) Vainqueur de la Coupe de République tchèque 2016-2017 | - 5 champions repêchés des barrages de la Ligue des champions : - FC Copenhague (37.800) - FK Astana (16.800) - HNK Rijeka (15.550) - Hapoël Beer-Sheva (10.875) - Slavia Prague (8.135) - 5 non-champions repêchés des barrages de la Ligue des champions : - Steaua Bucarest (35.370) - BSC Young Boys (28.915) - OGC Nice (16.833) - TSG Hoffenheim (15.899) - İstanbul Başakşehir (10.340) | - 5 champions repêchés des barrages de la Ligue des champions : - FC Copenhague (37.800) - FK Astana (16.800) - HNK Rijeka (15.550) - Hapoël Beer-Sheva (10.875) - Slavia Prague (8.135) - 5 non-champions repêchés des barrages de la Ligue des champions : - Steaua Bucarest (35.370) - BSC Young Boys (28.915) - OGC Nice (16.833) - TSG Hoffenheim (15.899) - İstanbul Başakşehir (10.340) | - 5 champions repêchés des barrages de la Ligue des champions : - FC Copenhague (37.800) - FK Astana (16.800) - HNK Rijeka (15.550) - Hapoël Beer-Sheva (10.875) - Slavia Prague (8.135) - 5 non-champions repêchés des barrages de la Ligue des champions : - Steaua Bucarest (35.370) - BSC Young Boys (28.915) - OGC Nice (16.833) - TSG Hoffenheim (15.899) - İstanbul Başakşehir (10.340) | - 5 champions repêchés des barrages de la Ligue des champions : - FC Copenhague (37.800) - FK Astana (16.800) - HNK Rijeka (15.550) - Hapoël Beer-Sheva (10.875) - Slavia Prague (8.135) - 5 non-champions repêchés des barrages de la Ligue des champions : - Steaua Bucarest (35.370) - BSC Young Boys (28.915) - OGC Nice (16.833) - TSG Hoffenheim (15.899) - İstanbul Başakşehir (10.340) | - 5 champions repêchés des barrages de la Ligue des champions : - FC Copenhague (37.800) - FK Astana (16.800) - HNK Rijeka (15.550) - Hapoël Beer-Sheva (10.875) - Slavia Prague (8.135) - 5 non-champions repêchés des barrages de la Ligue des champions : - Steaua Bucarest (35.370) - BSC Young Boys (28.915) - OGC Nice (16.833) - TSG Hoffenheim (15.899) - İstanbul Başakşehir (10.340) | - 5 champions repêchés des barrages de la Ligue des champions : - FC Copenhague (37.800) - FK Astana (16.800) - HNK Rijeka (15.550) - Hapoël Beer-Sheva (10.875) - Slavia Prague (8.135) - 5 non-champions repêchés des barrages de la Ligue des champions : - Steaua Bucarest (35.370) - BSC Young Boys (28.915) - OGC Nice (16.833) - TSG Hoffenheim (15.899) - İstanbul Başakşehir (10.340) | - 5 champions repêchés des barrages de la Ligue des champions : - FC Copenhague (37.800) - FK Astana (16.800) - HNK Rijeka (15.550) - Hapoël Beer-Sheva (10.875) - Slavia Prague (8.135) - 5 non-champions repêchés des barrages de la Ligue des champions : - Steaua Bucarest (35.370) - BSC Young Boys (28.915) - OGC Nice (16.833) - TSG Hoffenheim (15.899) - İstanbul Başakşehir (10.340) | - 5 champions repêchés des barrages de la Ligue des champions : - FC Copenhague (37.800) - FK Astana (16.800) - HNK Rijeka (15.550) - Hapoël Beer-Sheva (10.875) - Slavia Prague (8.135) - 5 non-champions repêchés des barrages de la Ligue des champions : - Steaua Bucarest (35.370) - BSC Young Boys (28.915) - OGC Nice (16.833) - TSG Hoffenheim (15.899) - İstanbul Başakşehir (10.340) |
| Barrages | | | | | | | | | | | | | | | |
| - 10 champions repêchés du 3e tour de qualification de la Ligue des champions : - Red Bull Salzbourg (40.570) - PFK Ludogorets Razgrad (34.175) - BATE Borisov (29.475) - Legia Varsovie (28.450) - FK Partizan (16.075) - Rosenborg BK (12.665) - Sheriff Tiraspol (11.150) - FH Hafnarfjörður (6.175) - Viitorul Constanța (5.870) - Vardar Skopje (5.125) | - 10 champions repêchés du 3e tour de qualification de la Ligue des champions : - Red Bull Salzbourg (40.570) - PFK Ludogorets Razgrad (34.175) - BATE Borisov (29.475) - Legia Varsovie (28.450) - FK Partizan (16.075) - Rosenborg BK (12.665) - Sheriff Tiraspol (11.150) - FH Hafnarfjörður (6.175) - Viitorul Constanța (5.870) - Vardar Skopje (5.125) | - 10 champions repêchés du 3e tour de qualification de la Ligue des champions : - Red Bull Salzbourg (40.570) - PFK Ludogorets Razgrad (34.175) - BATE Borisov (29.475) - Legia Varsovie (28.450) - FK Partizan (16.075) - Rosenborg BK (12.665) - Sheriff Tiraspol (11.150) - FH Hafnarfjörður (6.175) - Viitorul Constanța (5.870) - Vardar Skopje (5.125) | - 10 champions repêchés du 3e tour de qualification de la Ligue des champions : - Red Bull Salzbourg (40.570) - PFK Ludogorets Razgrad (34.175) - BATE Borisov (29.475) - Legia Varsovie (28.450) - FK Partizan (16.075) - Rosenborg BK (12.665) - Sheriff Tiraspol (11.150) - FH Hafnarfjörður (6.175) - Viitorul Constanța (5.870) - Vardar Skopje (5.125) | - 10 champions repêchés du 3e tour de qualification de la Ligue des champions : - Red Bull Salzbourg (40.570) - PFK Ludogorets Razgrad (34.175) - BATE Borisov (29.475) - Legia Varsovie (28.450) - FK Partizan (16.075) - Rosenborg BK (12.665) - Sheriff Tiraspol (11.150) - FH Hafnarfjörður (6.175) - Viitorul Constanța (5.870) - Vardar Skopje (5.125) | - 10 champions repêchés du 3e tour de qualification de la Ligue des champions : - Red Bull Salzbourg (40.570) - PFK Ludogorets Razgrad (34.175) - BATE Borisov (29.475) - Legia Varsovie (28.450) - FK Partizan (16.075) - Rosenborg BK (12.665) - Sheriff Tiraspol (11.150) - FH Hafnarfjörður (6.175) - Viitorul Constanța (5.870) - Vardar Skopje (5.125) | - 10 champions repêchés du 3e tour de qualification de la Ligue des champions : - Red Bull Salzbourg (40.570) - PFK Ludogorets Razgrad (34.175) - BATE Borisov (29.475) - Legia Varsovie (28.450) - FK Partizan (16.075) - Rosenborg BK (12.665) - Sheriff Tiraspol (11.150) - FH Hafnarfjörður (6.175) - Viitorul Constanța (5.870) - Vardar Skopje (5.125) | - 10 champions repêchés du 3e tour de qualification de la Ligue des champions : - Red Bull Salzbourg (40.570) - PFK Ludogorets Razgrad (34.175) - BATE Borisov (29.475) - Legia Varsovie (28.450) - FK Partizan (16.075) - Rosenborg BK (12.665) - Sheriff Tiraspol (11.150) - FH Hafnarfjörður (6.175) - Viitorul Constanța (5.870) - Vardar Skopje (5.125) | - 5 non-champions repêchés du 3e tour de qualification de la Ligue des champions : - Dynamo Kiev (67.526) - Ajax Amsterdam (57.629) - FC Viktoria Plzeň (40.635) - Club Bruges (39.480) - AEK Athènes (6.580) | - 5 non-champions repêchés du 3e tour de qualification de la Ligue des champions : - Dynamo Kiev (67.526) - Ajax Amsterdam (57.629) - FC Viktoria Plzeň (40.635) - Club Bruges (39.480) - AEK Athènes (6.580) | - 5 non-champions repêchés du 3e tour de qualification de la Ligue des champions : - Dynamo Kiev (67.526) - Ajax Amsterdam (57.629) - FC Viktoria Plzeň (40.635) - Club Bruges (39.480) - AEK Athènes (6.580) | - 5 non-champions repêchés du 3e tour de qualification de la Ligue des champions : - Dynamo Kiev (67.526) - Ajax Amsterdam (57.629) - FC Viktoria Plzeň (40.635) - Club Bruges (39.480) - AEK Athènes (6.580) | - 5 non-champions repêchés du 3e tour de qualification de la Ligue des champions : - Dynamo Kiev (67.526) - Ajax Amsterdam (57.629) - FC Viktoria Plzeň (40.635) - Club Bruges (39.480) - AEK Athènes (6.580) | - 5 non-champions repêchés du 3e tour de qualification de la Ligue des champions : - Dynamo Kiev (67.526) - Ajax Amsterdam (57.629) - FC Viktoria Plzeň (40.635) - Club Bruges (39.480) - AEK Athènes (6.580) | - 5 non-champions repêchés du 3e tour de qualification de la Ligue des champions : - Dynamo Kiev (67.526) - Ajax Amsterdam (57.629) - FC Viktoria Plzeň (40.635) - Club Bruges (39.480) - AEK Athènes (6.580) | - 5 non-champions repêchés du 3e tour de qualification de la Ligue des champions : - Dynamo Kiev (67.526) - Ajax Amsterdam (57.629) - FC Viktoria Plzeň (40.635) - Club Bruges (39.480) - AEK Athènes (6.580) |
| Troisième tour de qualification | | | | | | | | | | | | | | | |
| - Athletic Bilbao (60.999) 7e d'Espagne en 2016-2017 - SC Fribourg (15.899) 7e d'Allemagne en 2016-2017 - Everton FC (29.021) 7e d'Angleterre en 2016-2017 - AC Milan (47.666) 6e d'Italie en 2016-2017 - Sporting Braga (37.366) 5e du Portugal en 2016-2017 - CS Maritimo (14.866) 6e du Portugal en 2016-2017 - Olympique de Marseille (28.333) 5e de France en 2016-2017 - Girondins de Bordeaux (29.333) 6e de France en 2016-2017 - Zénith Saint-Pétersbourg (87.106) 3e de Russie en 2016-2017 - FK Krasnodar (32.106) 4e de Russie en 2016-2017 - Olimpik Donetsk (8.526) 4e d'Ukraine en 2016-2017 - Oleksandriya (9.526) 5e d'Ukraine en 2016-2017 - La Gantoise (35.480) 3e de Belgique en 2016-2017 - KV Ostende (8.480) Vainqueur des barrages en Belgique en 2016-2017 | - Athletic Bilbao (60.999) 7e d'Espagne en 2016-2017 - SC Fribourg (15.899) 7e d'Allemagne en 2016-2017 - Everton FC (29.021) 7e d'Angleterre en 2016-2017 - AC Milan (47.666) 6e d'Italie en 2016-2017 - Sporting Braga (37.366) 5e du Portugal en 2016-2017 - CS Maritimo (14.866) 6e du Portugal en 2016-2017 - Olympique de Marseille (28.333) 5e de France en 2016-2017 - Girondins de Bordeaux (29.333) 6e de France en 2016-2017 - Zénith Saint-Pétersbourg (87.106) 3e de Russie en 2016-2017 - FK Krasnodar (32.106) 4e de Russie en 2016-2017 - Olimpik Donetsk (8.526) 4e d'Ukraine en 2016-2017 - Oleksandriya (9.526) 5e d'Ukraine en 2016-2017 - La Gantoise (35.480) 3e de Belgique en 2016-2017 - KV Ostende (8.480) Vainqueur des barrages en Belgique en 2016-2017 | - Athletic Bilbao (60.999) 7e d'Espagne en 2016-2017 - SC Fribourg (15.899) 7e d'Allemagne en 2016-2017 - Everton FC (29.021) 7e d'Angleterre en 2016-2017 - AC Milan (47.666) 6e d'Italie en 2016-2017 - Sporting Braga (37.366) 5e du Portugal en 2016-2017 - CS Maritimo (14.866) 6e du Portugal en 2016-2017 - Olympique de Marseille (28.333) 5e de France en 2016-2017 - Girondins de Bordeaux (29.333) 6e de France en 2016-2017 - Zénith Saint-Pétersbourg (87.106) 3e de Russie en 2016-2017 - FK Krasnodar (32.106) 4e de Russie en 2016-2017 - Olimpik Donetsk (8.526) 4e d'Ukraine en 2016-2017 - Oleksandriya (9.526) 5e d'Ukraine en 2016-2017 - La Gantoise (35.480) 3e de Belgique en 2016-2017 - KV Ostende (8.480) Vainqueur des barrages en Belgique en 2016-2017 | - Athletic Bilbao (60.999) 7e d'Espagne en 2016-2017 - SC Fribourg (15.899) 7e d'Allemagne en 2016-2017 - Everton FC (29.021) 7e d'Angleterre en 2016-2017 - AC Milan (47.666) 6e d'Italie en 2016-2017 - Sporting Braga (37.366) 5e du Portugal en 2016-2017 - CS Maritimo (14.866) 6e du Portugal en 2016-2017 - Olympique de Marseille (28.333) 5e de France en 2016-2017 - Girondins de Bordeaux (29.333) 6e de France en 2016-2017 - Zénith Saint-Pétersbourg (87.106) 3e de Russie en 2016-2017 - FK Krasnodar (32.106) 4e de Russie en 2016-2017 - Olimpik Donetsk (8.526) 4e d'Ukraine en 2016-2017 - Oleksandriya (9.526) 5e d'Ukraine en 2016-2017 - La Gantoise (35.480) 3e de Belgique en 2016-2017 - KV Ostende (8.480) Vainqueur des barrages en Belgique en 2016-2017 | - Athletic Bilbao (60.999) 7e d'Espagne en 2016-2017 - SC Fribourg (15.899) 7e d'Allemagne en 2016-2017 - Everton FC (29.021) 7e d'Angleterre en 2016-2017 - AC Milan (47.666) 6e d'Italie en 2016-2017 - Sporting Braga (37.366) 5e du Portugal en 2016-2017 - CS Maritimo (14.866) 6e du Portugal en 2016-2017 - Olympique de Marseille (28.333) 5e de France en 2016-2017 - Girondins de Bordeaux (29.333) 6e de France en 2016-2017 - Zénith Saint-Pétersbourg (87.106) 3e de Russie en 2016-2017 - FK Krasnodar (32.106) 4e de Russie en 2016-2017 - Olimpik Donetsk (8.526) 4e d'Ukraine en 2016-2017 - Oleksandriya (9.526) 5e d'Ukraine en 2016-2017 - La Gantoise (35.480) 3e de Belgique en 2016-2017 - KV Ostende (8.480) Vainqueur des barrages en Belgique en 2016-2017 | - Athletic Bilbao (60.999) 7e d'Espagne en 2016-2017 - SC Fribourg (15.899) 7e d'Allemagne en 2016-2017 - Everton FC (29.021) 7e d'Angleterre en 2016-2017 - AC Milan (47.666) 6e d'Italie en 2016-2017 - Sporting Braga (37.366) 5e du Portugal en 2016-2017 - CS Maritimo (14.866) 6e du Portugal en 2016-2017 - Olympique de Marseille (28.333) 5e de France en 2016-2017 - Girondins de Bordeaux (29.333) 6e de France en 2016-2017 - Zénith Saint-Pétersbourg (87.106) 3e de Russie en 2016-2017 - FK Krasnodar (32.106) 4e de Russie en 2016-2017 - Olimpik Donetsk (8.526) 4e d'Ukraine en 2016-2017 - Oleksandriya (9.526) 5e d'Ukraine en 2016-2017 - La Gantoise (35.480) 3e de Belgique en 2016-2017 - KV Ostende (8.480) Vainqueur des barrages en Belgique en 2016-2017 | - Athletic Bilbao (60.999) 7e d'Espagne en 2016-2017 - SC Fribourg (15.899) 7e d'Allemagne en 2016-2017 - Everton FC (29.021) 7e d'Angleterre en 2016-2017 - AC Milan (47.666) 6e d'Italie en 2016-2017 - Sporting Braga (37.366) 5e du Portugal en 2016-2017 - CS Maritimo (14.866) 6e du Portugal en 2016-2017 - Olympique de Marseille (28.333) 5e de France en 2016-2017 - Girondins de Bordeaux (29.333) 6e de France en 2016-2017 - Zénith Saint-Pétersbourg (87.106) 3e de Russie en 2016-2017 - FK Krasnodar (32.106) 4e de Russie en 2016-2017 - Olimpik Donetsk (8.526) 4e d'Ukraine en 2016-2017 - Oleksandriya (9.526) 5e d'Ukraine en 2016-2017 - La Gantoise (35.480) 3e de Belgique en 2016-2017 - KV Ostende (8.480) Vainqueur des barrages en Belgique en 2016-2017 | - Athletic Bilbao (60.999) 7e d'Espagne en 2016-2017 - SC Fribourg (15.899) 7e d'Allemagne en 2016-2017 - Everton FC (29.021) 7e d'Angleterre en 2016-2017 - AC Milan (47.666) 6e d'Italie en 2016-2017 - Sporting Braga (37.366) 5e du Portugal en 2016-2017 - CS Maritimo (14.866) 6e du Portugal en 2016-2017 - Olympique de Marseille (28.333) 5e de France en 2016-2017 - Girondins de Bordeaux (29.333) 6e de France en 2016-2017 - Zénith Saint-Pétersbourg (87.106) 3e de Russie en 2016-2017 - FK Krasnodar (32.106) 4e de Russie en 2016-2017 - Olimpik Donetsk (8.526) 4e d'Ukraine en 2016-2017 - Oleksandriya (9.526) 5e d'Ukraine en 2016-2017 - La Gantoise (35.480) 3e de Belgique en 2016-2017 - KV Ostende (8.480) Vainqueur des barrages en Belgique en 2016-2017 | - PSV Eindhoven (46.212) 3e des Pays-Bas en 2016-2017 - Fenerbahçe (51.840) 3e de Turquie en 2016-2017 - FC Sion (14.415) 4e de Suisse en 2016-2017 - Sparta Prague (48.135) 3e de République tchèque en 2016-2017 - PAOK Salonique (35.080) Vainqueur de la Coupe de Grèce 2016-2017 - Panathinaïkos (15.080) 4e de Grèce en 2016-2017 - Dinamo Bucarest (6.370) 3e de Roumanie en 2016-2017 - CS U Craiova (4.870) 5e de Roumanie en 2016-2017 - Austria Vienne (17.070) 2e d'Autriche en 2016-2017 - Dinamo Zagreb (26.050) 2e de Croatie en 2016-2017 - Arka Gdynia (3.950) Vainqueur de la Coupe de Pologne 2016-2017 | - PSV Eindhoven (46.212) 3e des Pays-Bas en 2016-2017 - Fenerbahçe (51.840) 3e de Turquie en 2016-2017 - FC Sion (14.415) 4e de Suisse en 2016-2017 - Sparta Prague (48.135) 3e de République tchèque en 2016-2017 - PAOK Salonique (35.080) Vainqueur de la Coupe de Grèce 2016-2017 - Panathinaïkos (15.080) 4e de Grèce en 2016-2017 - Dinamo Bucarest (6.370) 3e de Roumanie en 2016-2017 - CS U Craiova (4.870) 5e de Roumanie en 2016-2017 - Austria Vienne (17.070) 2e d'Autriche en 2016-2017 - Dinamo Zagreb (26.050) 2e de Croatie en 2016-2017 - Arka Gdynia (3.950) Vainqueur de la Coupe de Pologne 2016-2017 | - PSV Eindhoven (46.212) 3e des Pays-Bas en 2016-2017 - Fenerbahçe (51.840) 3e de Turquie en 2016-2017 - FC Sion (14.415) 4e de Suisse en 2016-2017 - Sparta Prague (48.135) 3e de République tchèque en 2016-2017 - PAOK Salonique (35.080) Vainqueur de la Coupe de Grèce 2016-2017 - Panathinaïkos (15.080) 4e de Grèce en 2016-2017 - Dinamo Bucarest (6.370) 3e de Roumanie en 2016-2017 - CS U Craiova (4.870) 5e de Roumanie en 2016-2017 - Austria Vienne (17.070) 2e d'Autriche en 2016-2017 - Dinamo Zagreb (26.050) 2e de Croatie en 2016-2017 - Arka Gdynia (3.950) Vainqueur de la Coupe de Pologne 2016-2017 | - PSV Eindhoven (46.212) 3e des Pays-Bas en 2016-2017 - Fenerbahçe (51.840) 3e de Turquie en 2016-2017 - FC Sion (14.415) 4e de Suisse en 2016-2017 - Sparta Prague (48.135) 3e de République tchèque en 2016-2017 - PAOK Salonique (35.080) Vainqueur de la Coupe de Grèce 2016-2017 - Panathinaïkos (15.080) 4e de Grèce en 2016-2017 - Dinamo Bucarest (6.370) 3e de Roumanie en 2016-2017 - CS U Craiova (4.870) 5e de Roumanie en 2016-2017 - Austria Vienne (17.070) 2e d'Autriche en 2016-2017 - Dinamo Zagreb (26.050) 2e de Croatie en 2016-2017 - Arka Gdynia (3.950) Vainqueur de la Coupe de Pologne 2016-2017 | - PSV Eindhoven (46.212) 3e des Pays-Bas en 2016-2017 - Fenerbahçe (51.840) 3e de Turquie en 2016-2017 - FC Sion (14.415) 4e de Suisse en 2016-2017 - Sparta Prague (48.135) 3e de République tchèque en 2016-2017 - PAOK Salonique (35.080) Vainqueur de la Coupe de Grèce 2016-2017 - Panathinaïkos (15.080) 4e de Grèce en 2016-2017 - Dinamo Bucarest (6.370) 3e de Roumanie en 2016-2017 - CS U Craiova (4.870) 5e de Roumanie en 2016-2017 - Austria Vienne (17.070) 2e d'Autriche en 2016-2017 - Dinamo Zagreb (26.050) 2e de Croatie en 2016-2017 - Arka Gdynia (3.950) Vainqueur de la Coupe de Pologne 2016-2017 | - PSV Eindhoven (46.212) 3e des Pays-Bas en 2016-2017 - Fenerbahçe (51.840) 3e de Turquie en 2016-2017 - FC Sion (14.415) 4e de Suisse en 2016-2017 - Sparta Prague (48.135) 3e de République tchèque en 2016-2017 - PAOK Salonique (35.080) Vainqueur de la Coupe de Grèce 2016-2017 - Panathinaïkos (15.080) 4e de Grèce en 2016-2017 - Dinamo Bucarest (6.370) 3e de Roumanie en 2016-2017 - CS U Craiova (4.870) 5e de Roumanie en 2016-2017 - Austria Vienne (17.070) 2e d'Autriche en 2016-2017 - Dinamo Zagreb (26.050) 2e de Croatie en 2016-2017 - Arka Gdynia (3.950) Vainqueur de la Coupe de Pologne 2016-2017 | - PSV Eindhoven (46.212) 3e des Pays-Bas en 2016-2017 - Fenerbahçe (51.840) 3e de Turquie en 2016-2017 - FC Sion (14.415) 4e de Suisse en 2016-2017 - Sparta Prague (48.135) 3e de République tchèque en 2016-2017 - PAOK Salonique (35.080) Vainqueur de la Coupe de Grèce 2016-2017 - Panathinaïkos (15.080) 4e de Grèce en 2016-2017 - Dinamo Bucarest (6.370) 3e de Roumanie en 2016-2017 - CS U Craiova (4.870) 5e de Roumanie en 2016-2017 - Austria Vienne (17.070) 2e d'Autriche en 2016-2017 - Dinamo Zagreb (26.050) 2e de Croatie en 2016-2017 - Arka Gdynia (3.950) Vainqueur de la Coupe de Pologne 2016-2017 | - PSV Eindhoven (46.212) 3e des Pays-Bas en 2016-2017 - Fenerbahçe (51.840) 3e de Turquie en 2016-2017 - FC Sion (14.415) 4e de Suisse en 2016-2017 - Sparta Prague (48.135) 3e de République tchèque en 2016-2017 - PAOK Salonique (35.080) Vainqueur de la Coupe de Grèce 2016-2017 - Panathinaïkos (15.080) 4e de Grèce en 2016-2017 - Dinamo Bucarest (6.370) 3e de Roumanie en 2016-2017 - CS U Craiova (4.870) 5e de Roumanie en 2016-2017 - Austria Vienne (17.070) 2e d'Autriche en 2016-2017 - Dinamo Zagreb (26.050) 2e de Croatie en 2016-2017 - Arka Gdynia (3.950) Vainqueur de la Coupe de Pologne 2016-2017 |
| Deuxième tour de qualification | | | | | | | | | | | | | | | |
| - FC Utrecht (6.712) Vainqueur des barrages des Pays-Bas en 2016-2017 - Galatasaray (58.840) 4e de Turquie en 2016-2017 - FC Lucerne (9.415) 5e de Suisse en 2016-2017 - Mladá Boleslav (10.135) 4e de République tchèque en 2016-2017 - Paniónios GSS (5.580) 5e de Grèce en 2016-2017 - Astra Giurgiu (17.870) 6e de Roumanie en 2016-2017 - Sturm Graz (6.570) 3e d'Autriche en 2016-2017 - HNK Hajduk Split (11.550) 3e de Croatie en 2016-2017 - Apollon Limassol (10.710) Vainqueur de la Coupe de Chypre 2016-2017 | - FC Utrecht (6.712) Vainqueur des barrages des Pays-Bas en 2016-2017 - Galatasaray (58.840) 4e de Turquie en 2016-2017 - FC Lucerne (9.415) 5e de Suisse en 2016-2017 - Mladá Boleslav (10.135) 4e de République tchèque en 2016-2017 - Paniónios GSS (5.580) 5e de Grèce en 2016-2017 - Astra Giurgiu (17.870) 6e de Roumanie en 2016-2017 - Sturm Graz (6.570) 3e d'Autriche en 2016-2017 - HNK Hajduk Split (11.550) 3e de Croatie en 2016-2017 - Apollon Limassol (10.710) Vainqueur de la Coupe de Chypre 2016-2017 | - FC Utrecht (6.712) Vainqueur des barrages des Pays-Bas en 2016-2017 - Galatasaray (58.840) 4e de Turquie en 2016-2017 - FC Lucerne (9.415) 5e de Suisse en 2016-2017 - Mladá Boleslav (10.135) 4e de République tchèque en 2016-2017 - Paniónios GSS (5.580) 5e de Grèce en 2016-2017 - Astra Giurgiu (17.870) 6e de Roumanie en 2016-2017 - Sturm Graz (6.570) 3e d'Autriche en 2016-2017 - HNK Hajduk Split (11.550) 3e de Croatie en 2016-2017 - Apollon Limassol (10.710) Vainqueur de la Coupe de Chypre 2016-2017 | - FC Utrecht (6.712) Vainqueur des barrages des Pays-Bas en 2016-2017 - Galatasaray (58.840) 4e de Turquie en 2016-2017 - FC Lucerne (9.415) 5e de Suisse en 2016-2017 - Mladá Boleslav (10.135) 4e de République tchèque en 2016-2017 - Paniónios GSS (5.580) 5e de Grèce en 2016-2017 - Astra Giurgiu (17.870) 6e de Roumanie en 2016-2017 - Sturm Graz (6.570) 3e d'Autriche en 2016-2017 - HNK Hajduk Split (11.550) 3e de Croatie en 2016-2017 - Apollon Limassol (10.710) Vainqueur de la Coupe de Chypre 2016-2017 | - FC Utrecht (6.712) Vainqueur des barrages des Pays-Bas en 2016-2017 - Galatasaray (58.840) 4e de Turquie en 2016-2017 - FC Lucerne (9.415) 5e de Suisse en 2016-2017 - Mladá Boleslav (10.135) 4e de République tchèque en 2016-2017 - Paniónios GSS (5.580) 5e de Grèce en 2016-2017 - Astra Giurgiu (17.870) 6e de Roumanie en 2016-2017 - Sturm Graz (6.570) 3e d'Autriche en 2016-2017 - HNK Hajduk Split (11.550) 3e de Croatie en 2016-2017 - Apollon Limassol (10.710) Vainqueur de la Coupe de Chypre 2016-2017 | - FC Utrecht (6.712) Vainqueur des barrages des Pays-Bas en 2016-2017 - Galatasaray (58.840) 4e de Turquie en 2016-2017 - FC Lucerne (9.415) 5e de Suisse en 2016-2017 - Mladá Boleslav (10.135) 4e de République tchèque en 2016-2017 - Paniónios GSS (5.580) 5e de Grèce en 2016-2017 - Astra Giurgiu (17.870) 6e de Roumanie en 2016-2017 - Sturm Graz (6.570) 3e d'Autriche en 2016-2017 - HNK Hajduk Split (11.550) 3e de Croatie en 2016-2017 - Apollon Limassol (10.710) Vainqueur de la Coupe de Chypre 2016-2017 | - FC Utrecht (6.712) Vainqueur des barrages des Pays-Bas en 2016-2017 - Galatasaray (58.840) 4e de Turquie en 2016-2017 - FC Lucerne (9.415) 5e de Suisse en 2016-2017 - Mladá Boleslav (10.135) 4e de République tchèque en 2016-2017 - Paniónios GSS (5.580) 5e de Grèce en 2016-2017 - Astra Giurgiu (17.870) 6e de Roumanie en 2016-2017 - Sturm Graz (6.570) 3e d'Autriche en 2016-2017 - HNK Hajduk Split (11.550) 3e de Croatie en 2016-2017 - Apollon Limassol (10.710) Vainqueur de la Coupe de Chypre 2016-2017 | - FC Utrecht (6.712) Vainqueur des barrages des Pays-Bas en 2016-2017 - Galatasaray (58.840) 4e de Turquie en 2016-2017 - FC Lucerne (9.415) 5e de Suisse en 2016-2017 - Mladá Boleslav (10.135) 4e de République tchèque en 2016-2017 - Paniónios GSS (5.580) 5e de Grèce en 2016-2017 - Astra Giurgiu (17.870) 6e de Roumanie en 2016-2017 - Sturm Graz (6.570) 3e d'Autriche en 2016-2017 - HNK Hajduk Split (11.550) 3e de Croatie en 2016-2017 - Apollon Limassol (10.710) Vainqueur de la Coupe de Chypre 2016-2017 | - FK Dinamo Brest (3.975) Vainqueur de la Coupe de Biélorussie 2016-2017 - Östersunds FK (3.945) Vainqueur de la Coupe de Suède 2016-2017 - SK Brann (3.665) 2e de Norvège en 2016 - Bnei Yehoudah (4.875) Vainqueur de la Coupe d'Israël 2016-2017 - Brøndby IF (8.800) 2e du Danemark en 2016-2017 - Aberdeen FC (6.785) 2e d'Écosse en 2016-2017 - FK Qabala (7.800) 2e d'Azerbaïdjan en 2016-2017 | - FK Dinamo Brest (3.975) Vainqueur de la Coupe de Biélorussie 2016-2017 - Östersunds FK (3.945) Vainqueur de la Coupe de Suède 2016-2017 - SK Brann (3.665) 2e de Norvège en 2016 - Bnei Yehoudah (4.875) Vainqueur de la Coupe d'Israël 2016-2017 - Brøndby IF (8.800) 2e du Danemark en 2016-2017 - Aberdeen FC (6.785) 2e d'Écosse en 2016-2017 - FK Qabala (7.800) 2e d'Azerbaïdjan en 2016-2017 | - FK Dinamo Brest (3.975) Vainqueur de la Coupe de Biélorussie 2016-2017 - Östersunds FK (3.945) Vainqueur de la Coupe de Suède 2016-2017 - SK Brann (3.665) 2e de Norvège en 2016 - Bnei Yehoudah (4.875) Vainqueur de la Coupe d'Israël 2016-2017 - Brøndby IF (8.800) 2e du Danemark en 2016-2017 - Aberdeen FC (6.785) 2e d'Écosse en 2016-2017 - FK Qabala (7.800) 2e d'Azerbaïdjan en 2016-2017 | - FK Dinamo Brest (3.975) Vainqueur de la Coupe de Biélorussie 2016-2017 - Östersunds FK (3.945) Vainqueur de la Coupe de Suède 2016-2017 - SK Brann (3.665) 2e de Norvège en 2016 - Bnei Yehoudah (4.875) Vainqueur de la Coupe d'Israël 2016-2017 - Brøndby IF (8.800) 2e du Danemark en 2016-2017 - Aberdeen FC (6.785) 2e d'Écosse en 2016-2017 - FK Qabala (7.800) 2e d'Azerbaïdjan en 2016-2017 | - FK Dinamo Brest (3.975) Vainqueur de la Coupe de Biélorussie 2016-2017 - Östersunds FK (3.945) Vainqueur de la Coupe de Suède 2016-2017 - SK Brann (3.665) 2e de Norvège en 2016 - Bnei Yehoudah (4.875) Vainqueur de la Coupe d'Israël 2016-2017 - Brøndby IF (8.800) 2e du Danemark en 2016-2017 - Aberdeen FC (6.785) 2e d'Écosse en 2016-2017 - FK Qabala (7.800) 2e d'Azerbaïdjan en 2016-2017 | - FK Dinamo Brest (3.975) Vainqueur de la Coupe de Biélorussie 2016-2017 - Östersunds FK (3.945) Vainqueur de la Coupe de Suède 2016-2017 - SK Brann (3.665) 2e de Norvège en 2016 - Bnei Yehoudah (4.875) Vainqueur de la Coupe d'Israël 2016-2017 - Brøndby IF (8.800) 2e du Danemark en 2016-2017 - Aberdeen FC (6.785) 2e d'Écosse en 2016-2017 - FK Qabala (7.800) 2e d'Azerbaïdjan en 2016-2017 | - FK Dinamo Brest (3.975) Vainqueur de la Coupe de Biélorussie 2016-2017 - Östersunds FK (3.945) Vainqueur de la Coupe de Suède 2016-2017 - SK Brann (3.665) 2e de Norvège en 2016 - Bnei Yehoudah (4.875) Vainqueur de la Coupe d'Israël 2016-2017 - Brøndby IF (8.800) 2e du Danemark en 2016-2017 - Aberdeen FC (6.785) 2e d'Écosse en 2016-2017 - FK Qabala (7.800) 2e d'Azerbaïdjan en 2016-2017 | - FK Dinamo Brest (3.975) Vainqueur de la Coupe de Biélorussie 2016-2017 - Östersunds FK (3.945) Vainqueur de la Coupe de Suède 2016-2017 - SK Brann (3.665) 2e de Norvège en 2016 - Bnei Yehoudah (4.875) Vainqueur de la Coupe d'Israël 2016-2017 - Brøndby IF (8.800) 2e du Danemark en 2016-2017 - Aberdeen FC (6.785) 2e d'Écosse en 2016-2017 - FK Qabala (7.800) 2e d'Azerbaïdjan en 2016-2017 |
| Premier tour de qualification | | | | | | | | | | | | | | | |
| - Rheindorf Altach (6.570) 4e d'Autriche en 2016-2017 - NK Osijek (5.550) 4e de Croatie en 2016-2017 - Jagiellonia Białystok (4.450) 2e de Pologne en 2016-2017 - Lech Poznań (10.950) 3e de Pologne en 2016-2017 - AEK Larnaca (6.210) 2e de Chypre en 2016-2017 - AEL Limassol (8.210) 4e de Chypre en 2016-2017 - Chakhtior Soligorsk (7.475) 2e de Biélorussie en 2016 - FK Dynamo Minsk (10.975) 3e de Biélorussie en 2016 - AIK Fotboll (9.945) 2e de Suède en 2016 - IFK Norrköping (4.945) 3e de Suède en 2016 - Odds BK (5.665) 3e de Norvège en 2016 - FK Haugesund (4.165) 4e de Norvège en 2016 - Maccabi Tel-Aviv FC (23.375) 2e d'Israël en 2016-2017 - Beitar Jérusalem (5.875) 3e d'Israël en 2016-2017 - Lyngby BK 3e du Danemark en 2016-2017 - FC Midtjylland Vainqueur des barrages du Danemark en 2016-2017 - Rangers FC (3.785) 3e d'Écosse en 2016-2017 - Saint Johnstone FC (6.535) 4e d'Écosse en 2016-2017 - Inter Bakou (6.050) 3e d'Azerbaïdjan en 2016-2017 - Zira FK (3.550) 4e d'Azerbaïdjan en 2016-2017 - Étoile Rouge de Belgrade (7.325) 2e de Serbie en 2016-2017 - Vojvodina (9.075) 3e de Serbie en 2016-2017'' - Mladost Lučani (3.075) 4e de Serbie en 2016-2017 - Kairat Almaty (5.550) 2e du Kazakhstan en 2016 - Irtych Pavlodar (3.550) 3e du Kazakhstan en 2016 - FC Ordabasy Chymkent (4.050) 4e du Kazakhstan en 2016 - Botev Plovdiv (4.675) Vainqueur de la Coupe de Bulgarie 2016-2017 - Levski Sofia (4.425) Vainqueur des barrages de Bulgarie en 2016-2017 - Dunav Ruse (3.175) 4e de Bulgarie en 2016-2017 - NK Olimpija Ljubljana (4.625) 3e de Slovénie en 2016-2017 - NK Domžale (4.125) Vainqueur de la Coupe de Slovénie 2016-2017 - ND Gorica (3.375) 2e de Slovénie en 2016-2017 - Slovan Bratislava (7.350) Vainqueur de la Coupe de Slovaquie 2016-2017 - MFK Ružomberok (2.350) 3e de Slovaquie en 2016-2017 - FK AS Trenčín (6.850) 4e de Slovaquie en 2016-2017 - FC Vaduz (4.450) Vainqueur de la Coupe du Liechtenstein 2016-2017 - Videoton FC (8.650) 2e de Hongrie en 2016-2017 - Vasas SC (1.900) 3e de Hongrie en 2016-2017 - Ferencvárosi TC (3.900) Vainqueur de la Coupe de Hongrie 2016-2017 - FC Dacia Chișinău (3.650) 2e de Moldavie en 2016-2017 - FC Milsami Orhei (4.900) 3e de Moldavie en 2016-2017 - FC Zaria Bălți (2.150) 4e de Moldavie en 2016-2017 - Valur Reykjavik (1.925) Vainqueur de la Coupe d'Islande 2016 - Stjarnan (4.175) 2e d'Islande en 2016 - KR Reykjavik (5.175) 3e d'Islande en 2016 - Torpedo Koutaïssi (1.775) Vainqueur de la Coupe de Géorgie 2016 - Chikhura Sachkhere (3.025) 2e de Géorgie en 2016 - Dinamo Batoumi (1.525) 3e de Géorgie en 2016 - SJK Seinäjoki (2.780) Vainqueur de la Coupe de Finlande 2016 - HJK Helsinki (10.530) 2e de Finlande en 2016 - VPS Vaasa (2.030) 4e de Finlande en 2016 | - Rheindorf Altach (6.570) 4e d'Autriche en 2016-2017 - NK Osijek (5.550) 4e de Croatie en 2016-2017 - Jagiellonia Białystok (4.450) 2e de Pologne en 2016-2017 - Lech Poznań (10.950) 3e de Pologne en 2016-2017 - AEK Larnaca (6.210) 2e de Chypre en 2016-2017 - AEL Limassol (8.210) 4e de Chypre en 2016-2017 - Chakhtior Soligorsk (7.475) 2e de Biélorussie en 2016 - FK Dynamo Minsk (10.975) 3e de Biélorussie en 2016 - AIK Fotboll (9.945) 2e de Suède en 2016 - IFK Norrköping (4.945) 3e de Suède en 2016 - Odds BK (5.665) 3e de Norvège en 2016 - FK Haugesund (4.165) 4e de Norvège en 2016 - Maccabi Tel-Aviv FC (23.375) 2e d'Israël en 2016-2017 - Beitar Jérusalem (5.875) 3e d'Israël en 2016-2017 - Lyngby BK 3e du Danemark en 2016-2017 - FC Midtjylland Vainqueur des barrages du Danemark en 2016-2017 - Rangers FC (3.785) 3e d'Écosse en 2016-2017 - Saint Johnstone FC (6.535) 4e d'Écosse en 2016-2017 - Inter Bakou (6.050) 3e d'Azerbaïdjan en 2016-2017 - Zira FK (3.550) 4e d'Azerbaïdjan en 2016-2017 - Étoile Rouge de Belgrade (7.325) 2e de Serbie en 2016-2017 - Vojvodina (9.075) 3e de Serbie en 2016-2017'' - Mladost Lučani (3.075) 4e de Serbie en 2016-2017 - Kairat Almaty (5.550) 2e du Kazakhstan en 2016 - Irtych Pavlodar (3.550) 3e du Kazakhstan en 2016 - FC Ordabasy Chymkent (4.050) 4e du Kazakhstan en 2016 - Botev Plovdiv (4.675) Vainqueur de la Coupe de Bulgarie 2016-2017 - Levski Sofia (4.425) Vainqueur des barrages de Bulgarie en 2016-2017 - Dunav Ruse (3.175) 4e de Bulgarie en 2016-2017 - NK Olimpija Ljubljana (4.625) 3e de Slovénie en 2016-2017 - NK Domžale (4.125) Vainqueur de la Coupe de Slovénie 2016-2017 - ND Gorica (3.375) 2e de Slovénie en 2016-2017 - Slovan Bratislava (7.350) Vainqueur de la Coupe de Slovaquie 2016-2017 - MFK Ružomberok (2.350) 3e de Slovaquie en 2016-2017 - FK AS Trenčín (6.850) 4e de Slovaquie en 2016-2017 - FC Vaduz (4.450) Vainqueur de la Coupe du Liechtenstein 2016-2017 - Videoton FC (8.650) 2e de Hongrie en 2016-2017 - Vasas SC (1.900) 3e de Hongrie en 2016-2017 - Ferencvárosi TC (3.900) Vainqueur de la Coupe de Hongrie 2016-2017 - FC Dacia Chișinău (3.650) 2e de Moldavie en 2016-2017 - FC Milsami Orhei (4.900) 3e de Moldavie en 2016-2017 - FC Zaria Bălți (2.150) 4e de Moldavie en 2016-2017 - Valur Reykjavik (1.925) Vainqueur de la Coupe d'Islande 2016 - Stjarnan (4.175) 2e d'Islande en 2016 - KR Reykjavik (5.175) 3e d'Islande en 2016 - Torpedo Koutaïssi (1.775) Vainqueur de la Coupe de Géorgie 2016 - Chikhura Sachkhere (3.025) 2e de Géorgie en 2016 - Dinamo Batoumi (1.525) 3e de Géorgie en 2016 - SJK Seinäjoki (2.780) Vainqueur de la Coupe de Finlande 2016 - HJK Helsinki (10.530) 2e de Finlande en 2016 - VPS Vaasa (2.030) 4e de Finlande en 2016 | - Rheindorf Altach (6.570) 4e d'Autriche en 2016-2017 - NK Osijek (5.550) 4e de Croatie en 2016-2017 - Jagiellonia Białystok (4.450) 2e de Pologne en 2016-2017 - Lech Poznań (10.950) 3e de Pologne en 2016-2017 - AEK Larnaca (6.210) 2e de Chypre en 2016-2017 - AEL Limassol (8.210) 4e de Chypre en 2016-2017 - Chakhtior Soligorsk (7.475) 2e de Biélorussie en 2016 - FK Dynamo Minsk (10.975) 3e de Biélorussie en 2016 - AIK Fotboll (9.945) 2e de Suède en 2016 - IFK Norrköping (4.945) 3e de Suède en 2016 - Odds BK (5.665) 3e de Norvège en 2016 - FK Haugesund (4.165) 4e de Norvège en 2016 - Maccabi Tel-Aviv FC (23.375) 2e d'Israël en 2016-2017 - Beitar Jérusalem (5.875) 3e d'Israël en 2016-2017 - Lyngby BK 3e du Danemark en 2016-2017 - FC Midtjylland Vainqueur des barrages du Danemark en 2016-2017 - Rangers FC (3.785) 3e d'Écosse en 2016-2017 - Saint Johnstone FC (6.535) 4e d'Écosse en 2016-2017 - Inter Bakou (6.050) 3e d'Azerbaïdjan en 2016-2017 - Zira FK (3.550) 4e d'Azerbaïdjan en 2016-2017 - Étoile Rouge de Belgrade (7.325) 2e de Serbie en 2016-2017 - Vojvodina (9.075) 3e de Serbie en 2016-2017'' - Mladost Lučani (3.075) 4e de Serbie en 2016-2017 - Kairat Almaty (5.550) 2e du Kazakhstan en 2016 - Irtych Pavlodar (3.550) 3e du Kazakhstan en 2016 - FC Ordabasy Chymkent (4.050) 4e du Kazakhstan en 2016 - Botev Plovdiv (4.675) Vainqueur de la Coupe de Bulgarie 2016-2017 - Levski Sofia (4.425) Vainqueur des barrages de Bulgarie en 2016-2017 - Dunav Ruse (3.175) 4e de Bulgarie en 2016-2017 - NK Olimpija Ljubljana (4.625) 3e de Slovénie en 2016-2017 - NK Domžale (4.125) Vainqueur de la Coupe de Slovénie 2016-2017 - ND Gorica (3.375) 2e de Slovénie en 2016-2017 - Slovan Bratislava (7.350) Vainqueur de la Coupe de Slovaquie 2016-2017 - MFK Ružomberok (2.350) 3e de Slovaquie en 2016-2017 - FK AS Trenčín (6.850) 4e de Slovaquie en 2016-2017 - FC Vaduz (4.450) Vainqueur de la Coupe du Liechtenstein 2016-2017 - Videoton FC (8.650) 2e de Hongrie en 2016-2017 - Vasas SC (1.900) 3e de Hongrie en 2016-2017 - Ferencvárosi TC (3.900) Vainqueur de la Coupe de Hongrie 2016-2017 - FC Dacia Chișinău (3.650) 2e de Moldavie en 2016-2017 - FC Milsami Orhei (4.900) 3e de Moldavie en 2016-2017 - FC Zaria Bălți (2.150) 4e de Moldavie en 2016-2017 - Valur Reykjavik (1.925) Vainqueur de la Coupe d'Islande 2016 - Stjarnan (4.175) 2e d'Islande en 2016 - KR Reykjavik (5.175) 3e d'Islande en 2016 - Torpedo Koutaïssi (1.775) Vainqueur de la Coupe de Géorgie 2016 - Chikhura Sachkhere (3.025) 2e de Géorgie en 2016 - Dinamo Batoumi (1.525) 3e de Géorgie en 2016 - SJK Seinäjoki (2.780) Vainqueur de la Coupe de Finlande 2016 - HJK Helsinki (10.530) 2e de Finlande en 2016 - VPS Vaasa (2.030) 4e de Finlande en 2016 | - Rheindorf Altach (6.570) 4e d'Autriche en 2016-2017 - NK Osijek (5.550) 4e de Croatie en 2016-2017 - Jagiellonia Białystok (4.450) 2e de Pologne en 2016-2017 - Lech Poznań (10.950) 3e de Pologne en 2016-2017 - AEK Larnaca (6.210) 2e de Chypre en 2016-2017 - AEL Limassol (8.210) 4e de Chypre en 2016-2017 - Chakhtior Soligorsk (7.475) 2e de Biélorussie en 2016 - FK Dynamo Minsk (10.975) 3e de Biélorussie en 2016 - AIK Fotboll (9.945) 2e de Suède en 2016 - IFK Norrköping (4.945) 3e de Suède en 2016 - Odds BK (5.665) 3e de Norvège en 2016 - FK Haugesund (4.165) 4e de Norvège en 2016 - Maccabi Tel-Aviv FC (23.375) 2e d'Israël en 2016-2017 - Beitar Jérusalem (5.875) 3e d'Israël en 2016-2017 - Lyngby BK 3e du Danemark en 2016-2017 - FC Midtjylland Vainqueur des barrages du Danemark en 2016-2017 - Rangers FC (3.785) 3e d'Écosse en 2016-2017 - Saint Johnstone FC (6.535) 4e d'Écosse en 2016-2017 - Inter Bakou (6.050) 3e d'Azerbaïdjan en 2016-2017 - Zira FK (3.550) 4e d'Azerbaïdjan en 2016-2017 - Étoile Rouge de Belgrade (7.325) 2e de Serbie en 2016-2017 - Vojvodina (9.075) 3e de Serbie en 2016-2017'' - Mladost Lučani (3.075) 4e de Serbie en 2016-2017 - Kairat Almaty (5.550) 2e du Kazakhstan en 2016 - Irtych Pavlodar (3.550) 3e du Kazakhstan en 2016 - FC Ordabasy Chymkent (4.050) 4e du Kazakhstan en 2016 - Botev Plovdiv (4.675) Vainqueur de la Coupe de Bulgarie 2016-2017 - Levski Sofia (4.425) Vainqueur des barrages de Bulgarie en 2016-2017 - Dunav Ruse (3.175) 4e de Bulgarie en 2016-2017 - NK Olimpija Ljubljana (4.625) 3e de Slovénie en 2016-2017 - NK Domžale (4.125) Vainqueur de la Coupe de Slovénie 2016-2017 - ND Gorica (3.375) 2e de Slovénie en 2016-2017 - Slovan Bratislava (7.350) Vainqueur de la Coupe de Slovaquie 2016-2017 - MFK Ružomberok (2.350) 3e de Slovaquie en 2016-2017 - FK AS Trenčín (6.850) 4e de Slovaquie en 2016-2017 - FC Vaduz (4.450) Vainqueur de la Coupe du Liechtenstein 2016-2017 - Videoton FC (8.650) 2e de Hongrie en 2016-2017 - Vasas SC (1.900) 3e de Hongrie en 2016-2017 - Ferencvárosi TC (3.900) Vainqueur de la Coupe de Hongrie 2016-2017 - FC Dacia Chișinău (3.650) 2e de Moldavie en 2016-2017 - FC Milsami Orhei (4.900) 3e de Moldavie en 2016-2017 - FC Zaria Bălți (2.150) 4e de Moldavie en 2016-2017 - Valur Reykjavik (1.925) Vainqueur de la Coupe d'Islande 2016 - Stjarnan (4.175) 2e d'Islande en 2016 - KR Reykjavik (5.175) 3e d'Islande en 2016 - Torpedo Koutaïssi (1.775) Vainqueur de la Coupe de Géorgie 2016 - Chikhura Sachkhere (3.025) 2e de Géorgie en 2016 - Dinamo Batoumi (1.525) 3e de Géorgie en 2016 - SJK Seinäjoki (2.780) Vainqueur de la Coupe de Finlande 2016 - HJK Helsinki (10.530) 2e de Finlande en 2016 - VPS Vaasa (2.030) 4e de Finlande en 2016 | - Rheindorf Altach (6.570) 4e d'Autriche en 2016-2017 - NK Osijek (5.550) 4e de Croatie en 2016-2017 - Jagiellonia Białystok (4.450) 2e de Pologne en 2016-2017 - Lech Poznań (10.950) 3e de Pologne en 2016-2017 - AEK Larnaca (6.210) 2e de Chypre en 2016-2017 - AEL Limassol (8.210) 4e de Chypre en 2016-2017 - Chakhtior Soligorsk (7.475) 2e de Biélorussie en 2016 - FK Dynamo Minsk (10.975) 3e de Biélorussie en 2016 - AIK Fotboll (9.945) 2e de Suède en 2016 - IFK Norrköping (4.945) 3e de Suède en 2016 - Odds BK (5.665) 3e de Norvège en 2016 - FK Haugesund (4.165) 4e de Norvège en 2016 - Maccabi Tel-Aviv FC (23.375) 2e d'Israël en 2016-2017 - Beitar Jérusalem (5.875) 3e d'Israël en 2016-2017 - Lyngby BK 3e du Danemark en 2016-2017 - FC Midtjylland Vainqueur des barrages du Danemark en 2016-2017 - Rangers FC (3.785) 3e d'Écosse en 2016-2017 - Saint Johnstone FC (6.535) 4e d'Écosse en 2016-2017 - Inter Bakou (6.050) 3e d'Azerbaïdjan en 2016-2017 - Zira FK (3.550) 4e d'Azerbaïdjan en 2016-2017 - Étoile Rouge de Belgrade (7.325) 2e de Serbie en 2016-2017 - Vojvodina (9.075) 3e de Serbie en 2016-2017'' - Mladost Lučani (3.075) 4e de Serbie en 2016-2017 - Kairat Almaty (5.550) 2e du Kazakhstan en 2016 - Irtych Pavlodar (3.550) 3e du Kazakhstan en 2016 - FC Ordabasy Chymkent (4.050) 4e du Kazakhstan en 2016 - Botev Plovdiv (4.675) Vainqueur de la Coupe de Bulgarie 2016-2017 - Levski Sofia (4.425) Vainqueur des barrages de Bulgarie en 2016-2017 - Dunav Ruse (3.175) 4e de Bulgarie en 2016-2017 - NK Olimpija Ljubljana (4.625) 3e de Slovénie en 2016-2017 - NK Domžale (4.125) Vainqueur de la Coupe de Slovénie 2016-2017 - ND Gorica (3.375) 2e de Slovénie en 2016-2017 - Slovan Bratislava (7.350) Vainqueur de la Coupe de Slovaquie 2016-2017 - MFK Ružomberok (2.350) 3e de Slovaquie en 2016-2017 - FK AS Trenčín (6.850) 4e de Slovaquie en 2016-2017 - FC Vaduz (4.450) Vainqueur de la Coupe du Liechtenstein 2016-2017 - Videoton FC (8.650) 2e de Hongrie en 2016-2017 - Vasas SC (1.900) 3e de Hongrie en 2016-2017 - Ferencvárosi TC (3.900) Vainqueur de la Coupe de Hongrie 2016-2017 - FC Dacia Chișinău (3.650) 2e de Moldavie en 2016-2017 - FC Milsami Orhei (4.900) 3e de Moldavie en 2016-2017 - FC Zaria Bălți (2.150) 4e de Moldavie en 2016-2017 - Valur Reykjavik (1.925) Vainqueur de la Coupe d'Islande 2016 - Stjarnan (4.175) 2e d'Islande en 2016 - KR Reykjavik (5.175) 3e d'Islande en 2016 - Torpedo Koutaïssi (1.775) Vainqueur de la Coupe de Géorgie 2016 - Chikhura Sachkhere (3.025) 2e de Géorgie en 2016 - Dinamo Batoumi (1.525) 3e de Géorgie en 2016 - SJK Seinäjoki (2.780) Vainqueur de la Coupe de Finlande 2016 - HJK Helsinki (10.530) 2e de Finlande en 2016 - VPS Vaasa (2.030) 4e de Finlande en 2016 | - Rheindorf Altach (6.570) 4e d'Autriche en 2016-2017 - NK Osijek (5.550) 4e de Croatie en 2016-2017 - Jagiellonia Białystok (4.450) 2e de Pologne en 2016-2017 - Lech Poznań (10.950) 3e de Pologne en 2016-2017 - AEK Larnaca (6.210) 2e de Chypre en 2016-2017 - AEL Limassol (8.210) 4e de Chypre en 2016-2017 - Chakhtior Soligorsk (7.475) 2e de Biélorussie en 2016 - FK Dynamo Minsk (10.975) 3e de Biélorussie en 2016 - AIK Fotboll (9.945) 2e de Suède en 2016 - IFK Norrköping (4.945) 3e de Suède en 2016 - Odds BK (5.665) 3e de Norvège en 2016 - FK Haugesund (4.165) 4e de Norvège en 2016 - Maccabi Tel-Aviv FC (23.375) 2e d'Israël en 2016-2017 - Beitar Jérusalem (5.875) 3e d'Israël en 2016-2017 - Lyngby BK 3e du Danemark en 2016-2017 - FC Midtjylland Vainqueur des barrages du Danemark en 2016-2017 - Rangers FC (3.785) 3e d'Écosse en 2016-2017 - Saint Johnstone FC (6.535) 4e d'Écosse en 2016-2017 - Inter Bakou (6.050) 3e d'Azerbaïdjan en 2016-2017 - Zira FK (3.550) 4e d'Azerbaïdjan en 2016-2017 - Étoile Rouge de Belgrade (7.325) 2e de Serbie en 2016-2017 - Vojvodina (9.075) 3e de Serbie en 2016-2017'' - Mladost Lučani (3.075) 4e de Serbie en 2016-2017 - Kairat Almaty (5.550) 2e du Kazakhstan en 2016 - Irtych Pavlodar (3.550) 3e du Kazakhstan en 2016 - FC Ordabasy Chymkent (4.050) 4e du Kazakhstan en 2016 - Botev Plovdiv (4.675) Vainqueur de la Coupe de Bulgarie 2016-2017 - Levski Sofia (4.425) Vainqueur des barrages de Bulgarie en 2016-2017 - Dunav Ruse (3.175) 4e de Bulgarie en 2016-2017 - NK Olimpija Ljubljana (4.625) 3e de Slovénie en 2016-2017 - NK Domžale (4.125) Vainqueur de la Coupe de Slovénie 2016-2017 - ND Gorica (3.375) 2e de Slovénie en 2016-2017 - Slovan Bratislava (7.350) Vainqueur de la Coupe de Slovaquie 2016-2017 - MFK Ružomberok (2.350) 3e de Slovaquie en 2016-2017 - FK AS Trenčín (6.850) 4e de Slovaquie en 2016-2017 - FC Vaduz (4.450) Vainqueur de la Coupe du Liechtenstein 2016-2017 - Videoton FC (8.650) 2e de Hongrie en 2016-2017 - Vasas SC (1.900) 3e de Hongrie en 2016-2017 - Ferencvárosi TC (3.900) Vainqueur de la Coupe de Hongrie 2016-2017 - FC Dacia Chișinău (3.650) 2e de Moldavie en 2016-2017 - FC Milsami Orhei (4.900) 3e de Moldavie en 2016-2017 - FC Zaria Bălți (2.150) 4e de Moldavie en 2016-2017 - Valur Reykjavik (1.925) Vainqueur de la Coupe d'Islande 2016 - Stjarnan (4.175) 2e d'Islande en 2016 - KR Reykjavik (5.175) 3e d'Islande en 2016 - Torpedo Koutaïssi (1.775) Vainqueur de la Coupe de Géorgie 2016 - Chikhura Sachkhere (3.025) 2e de Géorgie en 2016 - Dinamo Batoumi (1.525) 3e de Géorgie en 2016 - SJK Seinäjoki (2.780) Vainqueur de la Coupe de Finlande 2016 - HJK Helsinki (10.530) 2e de Finlande en 2016 - VPS Vaasa (2.030) 4e de Finlande en 2016 | - Rheindorf Altach (6.570) 4e d'Autriche en 2016-2017 - NK Osijek (5.550) 4e de Croatie en 2016-2017 - Jagiellonia Białystok (4.450) 2e de Pologne en 2016-2017 - Lech Poznań (10.950) 3e de Pologne en 2016-2017 - AEK Larnaca (6.210) 2e de Chypre en 2016-2017 - AEL Limassol (8.210) 4e de Chypre en 2016-2017 - Chakhtior Soligorsk (7.475) 2e de Biélorussie en 2016 - FK Dynamo Minsk (10.975) 3e de Biélorussie en 2016 - AIK Fotboll (9.945) 2e de Suède en 2016 - IFK Norrköping (4.945) 3e de Suède en 2016 - Odds BK (5.665) 3e de Norvège en 2016 - FK Haugesund (4.165) 4e de Norvège en 2016 - Maccabi Tel-Aviv FC (23.375) 2e d'Israël en 2016-2017 - Beitar Jérusalem (5.875) 3e d'Israël en 2016-2017 - Lyngby BK 3e du Danemark en 2016-2017 - FC Midtjylland Vainqueur des barrages du Danemark en 2016-2017 - Rangers FC (3.785) 3e d'Écosse en 2016-2017 - Saint Johnstone FC (6.535) 4e d'Écosse en 2016-2017 - Inter Bakou (6.050) 3e d'Azerbaïdjan en 2016-2017 - Zira FK (3.550) 4e d'Azerbaïdjan en 2016-2017 - Étoile Rouge de Belgrade (7.325) 2e de Serbie en 2016-2017 - Vojvodina (9.075) 3e de Serbie en 2016-2017'' - Mladost Lučani (3.075) 4e de Serbie en 2016-2017 - Kairat Almaty (5.550) 2e du Kazakhstan en 2016 - Irtych Pavlodar (3.550) 3e du Kazakhstan en 2016 - FC Ordabasy Chymkent (4.050) 4e du Kazakhstan en 2016 - Botev Plovdiv (4.675) Vainqueur de la Coupe de Bulgarie 2016-2017 - Levski Sofia (4.425) Vainqueur des barrages de Bulgarie en 2016-2017 - Dunav Ruse (3.175) 4e de Bulgarie en 2016-2017 - NK Olimpija Ljubljana (4.625) 3e de Slovénie en 2016-2017 - NK Domžale (4.125) Vainqueur de la Coupe de Slovénie 2016-2017 - ND Gorica (3.375) 2e de Slovénie en 2016-2017 - Slovan Bratislava (7.350) Vainqueur de la Coupe de Slovaquie 2016-2017 - MFK Ružomberok (2.350) 3e de Slovaquie en 2016-2017 - FK AS Trenčín (6.850) 4e de Slovaquie en 2016-2017 - FC Vaduz (4.450) Vainqueur de la Coupe du Liechtenstein 2016-2017 - Videoton FC (8.650) 2e de Hongrie en 2016-2017 - Vasas SC (1.900) 3e de Hongrie en 2016-2017 - Ferencvárosi TC (3.900) Vainqueur de la Coupe de Hongrie 2016-2017 - FC Dacia Chișinău (3.650) 2e de Moldavie en 2016-2017 - FC Milsami Orhei (4.900) 3e de Moldavie en 2016-2017 - FC Zaria Bălți (2.150) 4e de Moldavie en 2016-2017 - Valur Reykjavik (1.925) Vainqueur de la Coupe d'Islande 2016 - Stjarnan (4.175) 2e d'Islande en 2016 - KR Reykjavik (5.175) 3e d'Islande en 2016 - Torpedo Koutaïssi (1.775) Vainqueur de la Coupe de Géorgie 2016 - Chikhura Sachkhere (3.025) 2e de Géorgie en 2016 - Dinamo Batoumi (1.525) 3e de Géorgie en 2016 - SJK Seinäjoki (2.780) Vainqueur de la Coupe de Finlande 2016 - HJK Helsinki (10.530) 2e de Finlande en 2016 - VPS Vaasa (2.030) 4e de Finlande en 2016 | - Rheindorf Altach (6.570) 4e d'Autriche en 2016-2017 - NK Osijek (5.550) 4e de Croatie en 2016-2017 - Jagiellonia Białystok (4.450) 2e de Pologne en 2016-2017 - Lech Poznań (10.950) 3e de Pologne en 2016-2017 - AEK Larnaca (6.210) 2e de Chypre en 2016-2017 - AEL Limassol (8.210) 4e de Chypre en 2016-2017 - Chakhtior Soligorsk (7.475) 2e de Biélorussie en 2016 - FK Dynamo Minsk (10.975) 3e de Biélorussie en 2016 - AIK Fotboll (9.945) 2e de Suède en 2016 - IFK Norrköping (4.945) 3e de Suède en 2016 - Odds BK (5.665) 3e de Norvège en 2016 - FK Haugesund (4.165) 4e de Norvège en 2016 - Maccabi Tel-Aviv FC (23.375) 2e d'Israël en 2016-2017 - Beitar Jérusalem (5.875) 3e d'Israël en 2016-2017 - Lyngby BK 3e du Danemark en 2016-2017 - FC Midtjylland Vainqueur des barrages du Danemark en 2016-2017 - Rangers FC (3.785) 3e d'Écosse en 2016-2017 - Saint Johnstone FC (6.535) 4e d'Écosse en 2016-2017 - Inter Bakou (6.050) 3e d'Azerbaïdjan en 2016-2017 - Zira FK (3.550) 4e d'Azerbaïdjan en 2016-2017 - Étoile Rouge de Belgrade (7.325) 2e de Serbie en 2016-2017 - Vojvodina (9.075) 3e de Serbie en 2016-2017'' - Mladost Lučani (3.075) 4e de Serbie en 2016-2017 - Kairat Almaty (5.550) 2e du Kazakhstan en 2016 - Irtych Pavlodar (3.550) 3e du Kazakhstan en 2016 - FC Ordabasy Chymkent (4.050) 4e du Kazakhstan en 2016 - Botev Plovdiv (4.675) Vainqueur de la Coupe de Bulgarie 2016-2017 - Levski Sofia (4.425) Vainqueur des barrages de Bulgarie en 2016-2017 - Dunav Ruse (3.175) 4e de Bulgarie en 2016-2017 - NK Olimpija Ljubljana (4.625) 3e de Slovénie en 2016-2017 - NK Domžale (4.125) Vainqueur de la Coupe de Slovénie 2016-2017 - ND Gorica (3.375) 2e de Slovénie en 2016-2017 - Slovan Bratislava (7.350) Vainqueur de la Coupe de Slovaquie 2016-2017 - MFK Ružomberok (2.350) 3e de Slovaquie en 2016-2017 - FK AS Trenčín (6.850) 4e de Slovaquie en 2016-2017 - FC Vaduz (4.450) Vainqueur de la Coupe du Liechtenstein 2016-2017 - Videoton FC (8.650) 2e de Hongrie en 2016-2017 - Vasas SC (1.900) 3e de Hongrie en 2016-2017 - Ferencvárosi TC (3.900) Vainqueur de la Coupe de Hongrie 2016-2017 - FC Dacia Chișinău (3.650) 2e de Moldavie en 2016-2017 - FC Milsami Orhei (4.900) 3e de Moldavie en 2016-2017 - FC Zaria Bălți (2.150) 4e de Moldavie en 2016-2017 - Valur Reykjavik (1.925) Vainqueur de la Coupe d'Islande 2016 - Stjarnan (4.175) 2e d'Islande en 2016 - KR Reykjavik (5.175) 3e d'Islande en 2016 - Torpedo Koutaïssi (1.775) Vainqueur de la Coupe de Géorgie 2016 - Chikhura Sachkhere (3.025) 2e de Géorgie en 2016 - Dinamo Batoumi (1.525) 3e de Géorgie en 2016 - SJK Seinäjoki (2.780) Vainqueur de la Coupe de Finlande 2016 - HJK Helsinki (10.530) 2e de Finlande en 2016 - VPS Vaasa (2.030) 4e de Finlande en 2016 | - NK Široki Brijeg (3.550) Vainqueur de la Coupe de Bosnie-Herzégovine 2016-2017 - FK Željezničar (4.800) 2e de Bosnie-Herzégovine en 2016-2017 - FK Sarajevo (5.300) 3e de Bosnie-Herzégovine en 2016-2017 - KF Tirana (1.825) Vainqueur de la Coupe d'Albanie 2016-2017 - FK Partizani Tirana (3.075) 2e d'Albanie en 2016-2017 - KF Skënderbeu Korçë (6.825) 3e d'Albanie en 2016-2017 - FK Pelister Bitola (1.125) Vainqueur de la Coupe de Macédoine 2016-2017 - Shkendija Tetovo (3.375) 2e de Championnat de Macédoine 2016-2017 - FK Rabotnički Skopje (3.875) 3e de Championnat de Macédoine 2016-2017 - Cork City FC (2.565) Vainqueur de la Coupe d'Irlande 2016 - Derry City FC (2.315) 3e d'Irlande en 2016 - Shamrock Rovers (3.065) 4e d'Irlande en 2016 - FK Ventspils (5.725) Vainqueur de la Coupe de Lettonie 2016-2017 - FK Jelgava (2.975) 2e de Lettonie en 2016 - FK Liepāja (2.225) 4e de Lettonie en 2016 - FC Differdange 03 (3.475) 2e du Luxembourg en 2016-2017 - Fola Esch (3.475) 3e du Luxembourg en 2016-2017 - FC Progrès Niederkorn (1.225) 4e du Luxembourg en 2016-2017 - FK Sutjeska Nikšić (3.300) Vainqueur de la Coupe du Monténégro 2016-2017 - FK Zeta Golubovci (2.550) 2e du Monténégro en 2016-2017 - FK Mladost Podgorica (3.550) 3e du Monténégro en 2016-2017 - FK Trakai (1.575) 2e de Lituanie en 2016 - Sūduva Marijampolė (1.825) 3e de Lituanie en 2016 - Atlantas Klaipėda (1.825) 4e de Lituanie en 2016 - Crusaders FC (3.900) 2e d'Irlande du Nord en 2016-2017 - Coleraine FC (0.900) 3e d'Irlande du Nord en 2016-2017 - Ballymena United FC (0.900) Vainqueur des playoffs d'Irlande du Nord en 2016-2017 - Levadia Tallinn (4.050) 2e d'Estonie en 2016 - Nõmme Kalju (4.800) 3e d'Estonie en 2016 - FC Flora Tallinn (3.050) 4e d'Estonie en 2016 - Shirak FC (3.775) Vainqueur de la Coupe d'Arménie 2016-2017 - Gandzasar Kapan (1.775) 2e d'Arménie en 2016-2017 - Pyunik Erevan (3.275) 4e d'Arménie en 2016-2017 - KÍ Klaksvík (0.700) Vainqueur de la Coupe des îles Féroé 2016 - NSÍ Runavík (1.450) 3e des îles Féroé en 2016 - B36 Tórshavn (2.450) 4e des îles Féroé en 2016 - Floriana FC (1.050) Vainqueur de la Coupe de Malte 2016-2017 - Balzan FC (1.300) 2e de Malte en 2016-2017 - Valletta FC (4.550) 4e de Malte en 2016-2017,. - Bala Town FC (1.525) Vainqueur de la Coupe du pays de Galles 2016-2017 - Connah's Quay Nomads (1.275) 2e du Pays de Galles en 2016-2017 - Bangor City FC (1.275) Vainqueur des playoffs du Pays de Galles en 2016-2017 - Lincoln Red Imps FC (3.000) 2e de Gibraltar en 2016-2017 - St. Joseph's FC (0.500) 3e de Gibraltar en 2016-2017 - UE Santa Coloma (1.233) Vainqueur de la Coupe d'Andorre 2017 - UE Sant Julià (0.732) 2e d'Andorre en 2016-2017 - SP Tre Penne (1.566) Vainqueur de la Coupe de Saint-Marin 2016-2017 - SS Folgore/Falciano (1.066) 3e de Saint-Marin en 2016-2017 - FC Pristina (0.000) 2e du Kosovo en 2016-2017,. | - NK Široki Brijeg (3.550) Vainqueur de la Coupe de Bosnie-Herzégovine 2016-2017 - FK Željezničar (4.800) 2e de Bosnie-Herzégovine en 2016-2017 - FK Sarajevo (5.300) 3e de Bosnie-Herzégovine en 2016-2017 - KF Tirana (1.825) Vainqueur de la Coupe d'Albanie 2016-2017 - FK Partizani Tirana (3.075) 2e d'Albanie en 2016-2017 - KF Skënderbeu Korçë (6.825) 3e d'Albanie en 2016-2017 - FK Pelister Bitola (1.125) Vainqueur de la Coupe de Macédoine 2016-2017 - Shkendija Tetovo (3.375) 2e de Championnat de Macédoine 2016-2017 - FK Rabotnički Skopje (3.875) 3e de Championnat de Macédoine 2016-2017 - Cork City FC (2.565) Vainqueur de la Coupe d'Irlande 2016 - Derry City FC (2.315) 3e d'Irlande en 2016 - Shamrock Rovers (3.065) 4e d'Irlande en 2016 - FK Ventspils (5.725) Vainqueur de la Coupe de Lettonie 2016-2017 - FK Jelgava (2.975) 2e de Lettonie en 2016 - FK Liepāja (2.225) 4e de Lettonie en 2016 - FC Differdange 03 (3.475) 2e du Luxembourg en 2016-2017 - Fola Esch (3.475) 3e du Luxembourg en 2016-2017 - FC Progrès Niederkorn (1.225) 4e du Luxembourg en 2016-2017 - FK Sutjeska Nikšić (3.300) Vainqueur de la Coupe du Monténégro 2016-2017 - FK Zeta Golubovci (2.550) 2e du Monténégro en 2016-2017 - FK Mladost Podgorica (3.550) 3e du Monténégro en 2016-2017 - FK Trakai (1.575) 2e de Lituanie en 2016 - Sūduva Marijampolė (1.825) 3e de Lituanie en 2016 - Atlantas Klaipėda (1.825) 4e de Lituanie en 2016 - Crusaders FC (3.900) 2e d'Irlande du Nord en 2016-2017 - Coleraine FC (0.900) 3e d'Irlande du Nord en 2016-2017 - Ballymena United FC (0.900) Vainqueur des playoffs d'Irlande du Nord en 2016-2017 - Levadia Tallinn (4.050) 2e d'Estonie en 2016 - Nõmme Kalju (4.800) 3e d'Estonie en 2016 - FC Flora Tallinn (3.050) 4e d'Estonie en 2016 - Shirak FC (3.775) Vainqueur de la Coupe d'Arménie 2016-2017 - Gandzasar Kapan (1.775) 2e d'Arménie en 2016-2017 - Pyunik Erevan (3.275) 4e d'Arménie en 2016-2017 - KÍ Klaksvík (0.700) Vainqueur de la Coupe des îles Féroé 2016 - NSÍ Runavík (1.450) 3e des îles Féroé en 2016 - B36 Tórshavn (2.450) 4e des îles Féroé en 2016 - Floriana FC (1.050) Vainqueur de la Coupe de Malte 2016-2017 - Balzan FC (1.300) 2e de Malte en 2016-2017 - Valletta FC (4.550) 4e de Malte en 2016-2017,. - Bala Town FC (1.525) Vainqueur de la Coupe du pays de Galles 2016-2017 - Connah's Quay Nomads (1.275) 2e du Pays de Galles en 2016-2017 - Bangor City FC (1.275) Vainqueur des playoffs du Pays de Galles en 2016-2017 - Lincoln Red Imps FC (3.000) 2e de Gibraltar en 2016-2017 - St. Joseph's FC (0.500) 3e de Gibraltar en 2016-2017 - UE Santa Coloma (1.233) Vainqueur de la Coupe d'Andorre 2017 - UE Sant Julià (0.732) 2e d'Andorre en 2016-2017 - SP Tre Penne (1.566) Vainqueur de la Coupe de Saint-Marin 2016-2017 - SS Folgore/Falciano (1.066) 3e de Saint-Marin en 2016-2017 - FC Pristina (0.000) 2e du Kosovo en 2016-2017,. | - NK Široki Brijeg (3.550) Vainqueur de la Coupe de Bosnie-Herzégovine 2016-2017 - FK Željezničar (4.800) 2e de Bosnie-Herzégovine en 2016-2017 - FK Sarajevo (5.300) 3e de Bosnie-Herzégovine en 2016-2017 - KF Tirana (1.825) Vainqueur de la Coupe d'Albanie 2016-2017 - FK Partizani Tirana (3.075) 2e d'Albanie en 2016-2017 - KF Skënderbeu Korçë (6.825) 3e d'Albanie en 2016-2017 - FK Pelister Bitola (1.125) Vainqueur de la Coupe de Macédoine 2016-2017 - Shkendija Tetovo (3.375) 2e de Championnat de Macédoine 2016-2017 - FK Rabotnički Skopje (3.875) 3e de Championnat de Macédoine 2016-2017 - Cork City FC (2.565) Vainqueur de la Coupe d'Irlande 2016 - Derry City FC (2.315) 3e d'Irlande en 2016 - Shamrock Rovers (3.065) 4e d'Irlande en 2016 - FK Ventspils (5.725) Vainqueur de la Coupe de Lettonie 2016-2017 - FK Jelgava (2.975) 2e de Lettonie en 2016 - FK Liepāja (2.225) 4e de Lettonie en 2016 - FC Differdange 03 (3.475) 2e du Luxembourg en 2016-2017 - Fola Esch (3.475) 3e du Luxembourg en 2016-2017 - FC Progrès Niederkorn (1.225) 4e du Luxembourg en 2016-2017 - FK Sutjeska Nikšić (3.300) Vainqueur de la Coupe du Monténégro 2016-2017 - FK Zeta Golubovci (2.550) 2e du Monténégro en 2016-2017 - FK Mladost Podgorica (3.550) 3e du Monténégro en 2016-2017 - FK Trakai (1.575) 2e de Lituanie en 2016 - Sūduva Marijampolė (1.825) 3e de Lituanie en 2016 - Atlantas Klaipėda (1.825) 4e de Lituanie en 2016 - Crusaders FC (3.900) 2e d'Irlande du Nord en 2016-2017 - Coleraine FC (0.900) 3e d'Irlande du Nord en 2016-2017 - Ballymena United FC (0.900) Vainqueur des playoffs d'Irlande du Nord en 2016-2017 - Levadia Tallinn (4.050) 2e d'Estonie en 2016 - Nõmme Kalju (4.800) 3e d'Estonie en 2016 - FC Flora Tallinn (3.050) 4e d'Estonie en 2016 - Shirak FC (3.775) Vainqueur de la Coupe d'Arménie 2016-2017 - Gandzasar Kapan (1.775) 2e d'Arménie en 2016-2017 - Pyunik Erevan (3.275) 4e d'Arménie en 2016-2017 - KÍ Klaksvík (0.700) Vainqueur de la Coupe des îles Féroé 2016 - NSÍ Runavík (1.450) 3e des îles Féroé en 2016 - B36 Tórshavn (2.450) 4e des îles Féroé en 2016 - Floriana FC (1.050) Vainqueur de la Coupe de Malte 2016-2017 - Balzan FC (1.300) 2e de Malte en 2016-2017 - Valletta FC (4.550) 4e de Malte en 2016-2017,. - Bala Town FC (1.525) Vainqueur de la Coupe du pays de Galles 2016-2017 - Connah's Quay Nomads (1.275) 2e du Pays de Galles en 2016-2017 - Bangor City FC (1.275) Vainqueur des playoffs du Pays de Galles en 2016-2017 - Lincoln Red Imps FC (3.000) 2e de Gibraltar en 2016-2017 - St. Joseph's FC (0.500) 3e de Gibraltar en 2016-2017 - UE Santa Coloma (1.233) Vainqueur de la Coupe d'Andorre 2017 - UE Sant Julià (0.732) 2e d'Andorre en 2016-2017 - SP Tre Penne (1.566) Vainqueur de la Coupe de Saint-Marin 2016-2017 - SS Folgore/Falciano (1.066) 3e de Saint-Marin en 2016-2017 - FC Pristina (0.000) 2e du Kosovo en 2016-2017,. | - NK Široki Brijeg (3.550) Vainqueur de la Coupe de Bosnie-Herzégovine 2016-2017 - FK Željezničar (4.800) 2e de Bosnie-Herzégovine en 2016-2017 - FK Sarajevo (5.300) 3e de Bosnie-Herzégovine en 2016-2017 - KF Tirana (1.825) Vainqueur de la Coupe d'Albanie 2016-2017 - FK Partizani Tirana (3.075) 2e d'Albanie en 2016-2017 - KF Skënderbeu Korçë (6.825) 3e d'Albanie en 2016-2017 - FK Pelister Bitola (1.125) Vainqueur de la Coupe de Macédoine 2016-2017 - Shkendija Tetovo (3.375) 2e de Championnat de Macédoine 2016-2017 - FK Rabotnički Skopje (3.875) 3e de Championnat de Macédoine 2016-2017 - Cork City FC (2.565) Vainqueur de la Coupe d'Irlande 2016 - Derry City FC (2.315) 3e d'Irlande en 2016 - Shamrock Rovers (3.065) 4e d'Irlande en 2016 - FK Ventspils (5.725) Vainqueur de la Coupe de Lettonie 2016-2017 - FK Jelgava (2.975) 2e de Lettonie en 2016 - FK Liepāja (2.225) 4e de Lettonie en 2016 - FC Differdange 03 (3.475) 2e du Luxembourg en 2016-2017 - Fola Esch (3.475) 3e du Luxembourg en 2016-2017 - FC Progrès Niederkorn (1.225) 4e du Luxembourg en 2016-2017 - FK Sutjeska Nikšić (3.300) Vainqueur de la Coupe du Monténégro 2016-2017 - FK Zeta Golubovci (2.550) 2e du Monténégro en 2016-2017 - FK Mladost Podgorica (3.550) 3e du Monténégro en 2016-2017 - FK Trakai (1.575) 2e de Lituanie en 2016 - Sūduva Marijampolė (1.825) 3e de Lituanie en 2016 - Atlantas Klaipėda (1.825) 4e de Lituanie en 2016 - Crusaders FC (3.900) 2e d'Irlande du Nord en 2016-2017 - Coleraine FC (0.900) 3e d'Irlande du Nord en 2016-2017 - Ballymena United FC (0.900) Vainqueur des playoffs d'Irlande du Nord en 2016-2017 - Levadia Tallinn (4.050) 2e d'Estonie en 2016 - Nõmme Kalju (4.800) 3e d'Estonie en 2016 - FC Flora Tallinn (3.050) 4e d'Estonie en 2016 - Shirak FC (3.775) Vainqueur de la Coupe d'Arménie 2016-2017 - Gandzasar Kapan (1.775) 2e d'Arménie en 2016-2017 - Pyunik Erevan (3.275) 4e d'Arménie en 2016-2017 - KÍ Klaksvík (0.700) Vainqueur de la Coupe des îles Féroé 2016 - NSÍ Runavík (1.450) 3e des îles Féroé en 2016 - B36 Tórshavn (2.450) 4e des îles Féroé en 2016 - Floriana FC (1.050) Vainqueur de la Coupe de Malte 2016-2017 - Balzan FC (1.300) 2e de Malte en 2016-2017 - Valletta FC (4.550) 4e de Malte en 2016-2017,. - Bala Town FC (1.525) Vainqueur de la Coupe du pays de Galles 2016-2017 - Connah's Quay Nomads (1.275) 2e du Pays de Galles en 2016-2017 - Bangor City FC (1.275) Vainqueur des playoffs du Pays de Galles en 2016-2017 - Lincoln Red Imps FC (3.000) 2e de Gibraltar en 2016-2017 - St. Joseph's FC (0.500) 3e de Gibraltar en 2016-2017 - UE Santa Coloma (1.233) Vainqueur de la Coupe d'Andorre 2017 - UE Sant Julià (0.732) 2e d'Andorre en 2016-2017 - SP Tre Penne (1.566) Vainqueur de la Coupe de Saint-Marin 2016-2017 - SS Folgore/Falciano (1.066) 3e de Saint-Marin en 2016-2017 - FC Pristina (0.000) 2e du Kosovo en 2016-2017,. | - NK Široki Brijeg (3.550) Vainqueur de la Coupe de Bosnie-Herzégovine 2016-2017 - FK Željezničar (4.800) 2e de Bosnie-Herzégovine en 2016-2017 - FK Sarajevo (5.300) 3e de Bosnie-Herzégovine en 2016-2017 - KF Tirana (1.825) Vainqueur de la Coupe d'Albanie 2016-2017 - FK Partizani Tirana (3.075) 2e d'Albanie en 2016-2017 - KF Skënderbeu Korçë (6.825) 3e d'Albanie en 2016-2017 - FK Pelister Bitola (1.125) Vainqueur de la Coupe de Macédoine 2016-2017 - Shkendija Tetovo (3.375) 2e de Championnat de Macédoine 2016-2017 - FK Rabotnički Skopje (3.875) 3e de Championnat de Macédoine 2016-2017 - Cork City FC (2.565) Vainqueur de la Coupe d'Irlande 2016 - Derry City FC (2.315) 3e d'Irlande en 2016 - Shamrock Rovers (3.065) 4e d'Irlande en 2016 - FK Ventspils (5.725) Vainqueur de la Coupe de Lettonie 2016-2017 - FK Jelgava (2.975) 2e de Lettonie en 2016 - FK Liepāja (2.225) 4e de Lettonie en 2016 - FC Differdange 03 (3.475) 2e du Luxembourg en 2016-2017 - Fola Esch (3.475) 3e du Luxembourg en 2016-2017 - FC Progrès Niederkorn (1.225) 4e du Luxembourg en 2016-2017 - FK Sutjeska Nikšić (3.300) Vainqueur de la Coupe du Monténégro 2016-2017 - FK Zeta Golubovci (2.550) 2e du Monténégro en 2016-2017 - FK Mladost Podgorica (3.550) 3e du Monténégro en 2016-2017 - FK Trakai (1.575) 2e de Lituanie en 2016 - Sūduva Marijampolė (1.825) 3e de Lituanie en 2016 - Atlantas Klaipėda (1.825) 4e de Lituanie en 2016 - Crusaders FC (3.900) 2e d'Irlande du Nord en 2016-2017 - Coleraine FC (0.900) 3e d'Irlande du Nord en 2016-2017 - Ballymena United FC (0.900) Vainqueur des playoffs d'Irlande du Nord en 2016-2017 - Levadia Tallinn (4.050) 2e d'Estonie en 2016 - Nõmme Kalju (4.800) 3e d'Estonie en 2016 - FC Flora Tallinn (3.050) 4e d'Estonie en 2016 - Shirak FC (3.775) Vainqueur de la Coupe d'Arménie 2016-2017 - Gandzasar Kapan (1.775) 2e d'Arménie en 2016-2017 - Pyunik Erevan (3.275) 4e d'Arménie en 2016-2017 - KÍ Klaksvík (0.700) Vainqueur de la Coupe des îles Féroé 2016 - NSÍ Runavík (1.450) 3e des îles Féroé en 2016 - B36 Tórshavn (2.450) 4e des îles Féroé en 2016 - Floriana FC (1.050) Vainqueur de la Coupe de Malte 2016-2017 - Balzan FC (1.300) 2e de Malte en 2016-2017 - Valletta FC (4.550) 4e de Malte en 2016-2017,. - Bala Town FC (1.525) Vainqueur de la Coupe du pays de Galles 2016-2017 - Connah's Quay Nomads (1.275) 2e du Pays de Galles en 2016-2017 - Bangor City FC (1.275) Vainqueur des playoffs du Pays de Galles en 2016-2017 - Lincoln Red Imps FC (3.000) 2e de Gibraltar en 2016-2017 - St. Joseph's FC (0.500) 3e de Gibraltar en 2016-2017 - UE Santa Coloma (1.233) Vainqueur de la Coupe d'Andorre 2017 - UE Sant Julià (0.732) 2e d'Andorre en 2016-2017 - SP Tre Penne (1.566) Vainqueur de la Coupe de Saint-Marin 2016-2017 - SS Folgore/Falciano (1.066) 3e de Saint-Marin en 2016-2017 - FC Pristina (0.000) 2e du Kosovo en 2016-2017,. | - NK Široki Brijeg (3.550) Vainqueur de la Coupe de Bosnie-Herzégovine 2016-2017 - FK Željezničar (4.800) 2e de Bosnie-Herzégovine en 2016-2017 - FK Sarajevo (5.300) 3e de Bosnie-Herzégovine en 2016-2017 - KF Tirana (1.825) Vainqueur de la Coupe d'Albanie 2016-2017 - FK Partizani Tirana (3.075) 2e d'Albanie en 2016-2017 - KF Skënderbeu Korçë (6.825) 3e d'Albanie en 2016-2017 - FK Pelister Bitola (1.125) Vainqueur de la Coupe de Macédoine 2016-2017 - Shkendija Tetovo (3.375) 2e de Championnat de Macédoine 2016-2017 - FK Rabotnički Skopje (3.875) 3e de Championnat de Macédoine 2016-2017 - Cork City FC (2.565) Vainqueur de la Coupe d'Irlande 2016 - Derry City FC (2.315) 3e d'Irlande en 2016 - Shamrock Rovers (3.065) 4e d'Irlande en 2016 - FK Ventspils (5.725) Vainqueur de la Coupe de Lettonie 2016-2017 - FK Jelgava (2.975) 2e de Lettonie en 2016 - FK Liepāja (2.225) 4e de Lettonie en 2016 - FC Differdange 03 (3.475) 2e du Luxembourg en 2016-2017 - Fola Esch (3.475) 3e du Luxembourg en 2016-2017 - FC Progrès Niederkorn (1.225) 4e du Luxembourg en 2016-2017 - FK Sutjeska Nikšić (3.300) Vainqueur de la Coupe du Monténégro 2016-2017 - FK Zeta Golubovci (2.550) 2e du Monténégro en 2016-2017 - FK Mladost Podgorica (3.550) 3e du Monténégro en 2016-2017 - FK Trakai (1.575) 2e de Lituanie en 2016 - Sūduva Marijampolė (1.825) 3e de Lituanie en 2016 - Atlantas Klaipėda (1.825) 4e de Lituanie en 2016 - Crusaders FC (3.900) 2e d'Irlande du Nord en 2016-2017 - Coleraine FC (0.900) 3e d'Irlande du Nord en 2016-2017 - Ballymena United FC (0.900) Vainqueur des playoffs d'Irlande du Nord en 2016-2017 - Levadia Tallinn (4.050) 2e d'Estonie en 2016 - Nõmme Kalju (4.800) 3e d'Estonie en 2016 - FC Flora Tallinn (3.050) 4e d'Estonie en 2016 - Shirak FC (3.775) Vainqueur de la Coupe d'Arménie 2016-2017 - Gandzasar Kapan (1.775) 2e d'Arménie en 2016-2017 - Pyunik Erevan (3.275) 4e d'Arménie en 2016-2017 - KÍ Klaksvík (0.700) Vainqueur de la Coupe des îles Féroé 2016 - NSÍ Runavík (1.450) 3e des îles Féroé en 2016 - B36 Tórshavn (2.450) 4e des îles Féroé en 2016 - Floriana FC (1.050) Vainqueur de la Coupe de Malte 2016-2017 - Balzan FC (1.300) 2e de Malte en 2016-2017 - Valletta FC (4.550) 4e de Malte en 2016-2017,. - Bala Town FC (1.525) Vainqueur de la Coupe du pays de Galles 2016-2017 - Connah's Quay Nomads (1.275) 2e du Pays de Galles en 2016-2017 - Bangor City FC (1.275) Vainqueur des playoffs du Pays de Galles en 2016-2017 - Lincoln Red Imps FC (3.000) 2e de Gibraltar en 2016-2017 - St. Joseph's FC (0.500) 3e de Gibraltar en 2016-2017 - UE Santa Coloma (1.233) Vainqueur de la Coupe d'Andorre 2017 - UE Sant Julià (0.732) 2e d'Andorre en 2016-2017 - SP Tre Penne (1.566) Vainqueur de la Coupe de Saint-Marin 2016-2017 - SS Folgore/Falciano (1.066) 3e de Saint-Marin en 2016-2017 - FC Pristina (0.000) 2e du Kosovo en 2016-2017,. | - NK Široki Brijeg (3.550) Vainqueur de la Coupe de Bosnie-Herzégovine 2016-2017 - FK Željezničar (4.800) 2e de Bosnie-Herzégovine en 2016-2017 - FK Sarajevo (5.300) 3e de Bosnie-Herzégovine en 2016-2017 - KF Tirana (1.825) Vainqueur de la Coupe d'Albanie 2016-2017 - FK Partizani Tirana (3.075) 2e d'Albanie en 2016-2017 - KF Skënderbeu Korçë (6.825) 3e d'Albanie en 2016-2017 - FK Pelister Bitola (1.125) Vainqueur de la Coupe de Macédoine 2016-2017 - Shkendija Tetovo (3.375) 2e de Championnat de Macédoine 2016-2017 - FK Rabotnički Skopje (3.875) 3e de Championnat de Macédoine 2016-2017 - Cork City FC (2.565) Vainqueur de la Coupe d'Irlande 2016 - Derry City FC (2.315) 3e d'Irlande en 2016 - Shamrock Rovers (3.065) 4e d'Irlande en 2016 - FK Ventspils (5.725) Vainqueur de la Coupe de Lettonie 2016-2017 - FK Jelgava (2.975) 2e de Lettonie en 2016 - FK Liepāja (2.225) 4e de Lettonie en 2016 - FC Differdange 03 (3.475) 2e du Luxembourg en 2016-2017 - Fola Esch (3.475) 3e du Luxembourg en 2016-2017 - FC Progrès Niederkorn (1.225) 4e du Luxembourg en 2016-2017 - FK Sutjeska Nikšić (3.300) Vainqueur de la Coupe du Monténégro 2016-2017 - FK Zeta Golubovci (2.550) 2e du Monténégro en 2016-2017 - FK Mladost Podgorica (3.550) 3e du Monténégro en 2016-2017 - FK Trakai (1.575) 2e de Lituanie en 2016 - Sūduva Marijampolė (1.825) 3e de Lituanie en 2016 - Atlantas Klaipėda (1.825) 4e de Lituanie en 2016 - Crusaders FC (3.900) 2e d'Irlande du Nord en 2016-2017 - Coleraine FC (0.900) 3e d'Irlande du Nord en 2016-2017 - Ballymena United FC (0.900) Vainqueur des playoffs d'Irlande du Nord en 2016-2017 - Levadia Tallinn (4.050) 2e d'Estonie en 2016 - Nõmme Kalju (4.800) 3e d'Estonie en 2016 - FC Flora Tallinn (3.050) 4e d'Estonie en 2016 - Shirak FC (3.775) Vainqueur de la Coupe d'Arménie 2016-2017 - Gandzasar Kapan (1.775) 2e d'Arménie en 2016-2017 - Pyunik Erevan (3.275) 4e d'Arménie en 2016-2017 - KÍ Klaksvík (0.700) Vainqueur de la Coupe des îles Féroé 2016 - NSÍ Runavík (1.450) 3e des îles Féroé en 2016 - B36 Tórshavn (2.450) 4e des îles Féroé en 2016 - Floriana FC (1.050) Vainqueur de la Coupe de Malte 2016-2017 - Balzan FC (1.300) 2e de Malte en 2016-2017 - Valletta FC (4.550) 4e de Malte en 2016-2017,. - Bala Town FC (1.525) Vainqueur de la Coupe du pays de Galles 2016-2017 - Connah's Quay Nomads (1.275) 2e du Pays de Galles en 2016-2017 - Bangor City FC (1.275) Vainqueur des playoffs du Pays de Galles en 2016-2017 - Lincoln Red Imps FC (3.000) 2e de Gibraltar en 2016-2017 - St. Joseph's FC (0.500) 3e de Gibraltar en 2016-2017 - UE Santa Coloma (1.233) Vainqueur de la Coupe d'Andorre 2017 - UE Sant Julià (0.732) 2e d'Andorre en 2016-2017 - SP Tre Penne (1.566) Vainqueur de la Coupe de Saint-Marin 2016-2017 - SS Folgore/Falciano (1.066) 3e de Saint-Marin en 2016-2017 - FC Pristina (0.000) 2e du Kosovo en 2016-2017,. | - NK Široki Brijeg (3.550) Vainqueur de la Coupe de Bosnie-Herzégovine 2016-2017 - FK Željezničar (4.800) 2e de Bosnie-Herzégovine en 2016-2017 - FK Sarajevo (5.300) 3e de Bosnie-Herzégovine en 2016-2017 - KF Tirana (1.825) Vainqueur de la Coupe d'Albanie 2016-2017 - FK Partizani Tirana (3.075) 2e d'Albanie en 2016-2017 - KF Skënderbeu Korçë (6.825) 3e d'Albanie en 2016-2017 - FK Pelister Bitola (1.125) Vainqueur de la Coupe de Macédoine 2016-2017 - Shkendija Tetovo (3.375) 2e de Championnat de Macédoine 2016-2017 - FK Rabotnički Skopje (3.875) 3e de Championnat de Macédoine 2016-2017 - Cork City FC (2.565) Vainqueur de la Coupe d'Irlande 2016 - Derry City FC (2.315) 3e d'Irlande en 2016 - Shamrock Rovers (3.065) 4e d'Irlande en 2016 - FK Ventspils (5.725) Vainqueur de la Coupe de Lettonie 2016-2017 - FK Jelgava (2.975) 2e de Lettonie en 2016 - FK Liepāja (2.225) 4e de Lettonie en 2016 - FC Differdange 03 (3.475) 2e du Luxembourg en 2016-2017 - Fola Esch (3.475) 3e du Luxembourg en 2016-2017 - FC Progrès Niederkorn (1.225) 4e du Luxembourg en 2016-2017 - FK Sutjeska Nikšić (3.300) Vainqueur de la Coupe du Monténégro 2016-2017 - FK Zeta Golubovci (2.550) 2e du Monténégro en 2016-2017 - FK Mladost Podgorica (3.550) 3e du Monténégro en 2016-2017 - FK Trakai (1.575) 2e de Lituanie en 2016 - Sūduva Marijampolė (1.825) 3e de Lituanie en 2016 - Atlantas Klaipėda (1.825) 4e de Lituanie en 2016 - Crusaders FC (3.900) 2e d'Irlande du Nord en 2016-2017 - Coleraine FC (0.900) 3e d'Irlande du Nord en 2016-2017 - Ballymena United FC (0.900) Vainqueur des playoffs d'Irlande du Nord en 2016-2017 - Levadia Tallinn (4.050) 2e d'Estonie en 2016 - Nõmme Kalju (4.800) 3e d'Estonie en 2016 - FC Flora Tallinn (3.050) 4e d'Estonie en 2016 - Shirak FC (3.775) Vainqueur de la Coupe d'Arménie 2016-2017 - Gandzasar Kapan (1.775) 2e d'Arménie en 2016-2017 - Pyunik Erevan (3.275) 4e d'Arménie en 2016-2017 - KÍ Klaksvík (0.700) Vainqueur de la Coupe des îles Féroé 2016 - NSÍ Runavík (1.450) 3e des îles Féroé en 2016 - B36 Tórshavn (2.450) 4e des îles Féroé en 2016 - Floriana FC (1.050) Vainqueur de la Coupe de Malte 2016-2017 - Balzan FC (1.300) 2e de Malte en 2016-2017 - Valletta FC (4.550) 4e de Malte en 2016-2017,. - Bala Town FC (1.525) Vainqueur de la Coupe du pays de Galles 2016-2017 - Connah's Quay Nomads (1.275) 2e du Pays de Galles en 2016-2017 - Bangor City FC (1.275) Vainqueur des playoffs du Pays de Galles en 2016-2017 - Lincoln Red Imps FC (3.000) 2e de Gibraltar en 2016-2017 - St. Joseph's FC (0.500) 3e de Gibraltar en 2016-2017 - UE Santa Coloma (1.233) Vainqueur de la Coupe d'Andorre 2017 - UE Sant Julià (0.732) 2e d'Andorre en 2016-2017 - SP Tre Penne (1.566) Vainqueur de la Coupe de Saint-Marin 2016-2017 - SS Folgore/Falciano (1.066) 3e de Saint-Marin en 2016-2017 - FC Pristina (0.000) 2e du Kosovo en 2016-2017,. |

## Calendrier
| Nom                                                                    | Tirage au sort         | Date aller                           | Date retour                       | Équipes participantes |
| ---------------------------------------------------------------------- | ---------------------- | ------------------------------------ | --------------------------------- | --------------------- |
| Tours de qualification (2017)                                          |                        |                                      |                                   |                       |
| Premier tour de qualification                                          | 19 juin Nyon           | 29 juin                              | 6 juillet                         | 100                   |
| Deuxième tour de qualification                                         | 19 juin Nyon           | 13 juillet                           | 20 juillet                        | 66 (50 + 16)          |
| Troisième tour de qualification                                        | 14 juillet Nyon        | 27 juillet                           | 3 août                            | 58 (33 + 25)          |
| Tour de barrages                                                       | 4 août Nyon            | 17 août                              | 24 août                           | 44 (29 + 15)          |
| Phase de groupes (2017)                                                |                        |                                      |                                   |                       |
| Journées 1 et 5 Journées 2 et 6 Journées 3 et 4                        | 25 août Monaco         | 14 septembre 28 septembre 19 octobre | 23 novembre 7 décembre 2 novembre | 48 (16 + 22 + 10)     |
| Phase finale (2018)                                                    |                        |                                      |                                   |                       |
| Seizièmes de finale                                                    | 11 décembre 2017 Nyon  | 15 février                           | 22 février                        | 32 (24 + 8)           |
| Huitièmes de finale                                                    | 23 février 2018 Nyon   | 8 mars                               | 15 mars                           | 16                    |
| Quarts de finale                                                       | 16 mars Nyon           | 5 avril                              | 12 avril                          | 8                     |
| Demi-finale                                                            | 13 avril Nyon          | 26 avril                             | 3 mai                             | 4                     |
| Finale                                                                 | mercredi 16 mai à Lyon | mercredi 16 mai à Lyon               | mercredi 16 mai à Lyon            | 2                     |
| en italique : clubs repêchés de la Ligue des champions lors de ce tour |                        |                                      |                                   |                       |

## Phase qualificative
Les équipes marquées d'un astérisque sont têtes de série lors du tirage au sort et ne peuvent se rencontrer.

### Premier tour de qualification
Un total de 100 équipes prend part au premier tour de qualification.
| Équipe                    | Aller | Total           | Retour   | Équipe                 |
| ------------------------- | ----- | --------------- | -------- | ---------------------- |
| *Maccabi Tel-Aviv         | 2 - 0 | 5 - 0           | 3 - 0    | KF Tirana              |
| Mladost Lučani            | 0 - 3 | 0 - 5           | 0 - 2    | Inter Bakou*           |
| *Shirak FC                | 0 - 2 | 2 - 4           | 2 - 2    | ND Gorica              |
| KF Shkëndija              | 3 - 0 | 7 - 0           | 4 - 0    | Dacia Chișinău*        |
| *AS Trenčín               | 5 - 1 | 8 - 1           | 3 - 0    | Torpedo Koutaïssi      |
| *Kairat Almaty            | 6 - 0 | 8 - 1           | 2 - 1    | Atlantas Klaipėda      |
| Chikhura Sachkhere        | 0 - 1 | 1 - 2           | 1 - 1    | Rheindorf Altach*      |
| *Zirə FK                  | 2 - 0 | 4 - 1           | 2 - 1    | Differdange 03         |
| *Levski Sofia             | 3 - 1 | 3 - 1           | 0 - 0    | Sutjeska Nikšić        |
| *Lech Poznań              | 4 - 0 | 7 - 0           | 3 - 0    | Pelister Bitola        |
| *Beitar Jérusalem         | 4 - 3 | 7 - 3           | 3 - 0    | Vasas SC               |
| Fola Esch                 | 2 - 1 | 3 - 2           | 1 - 1    | Milsami Orhei*         |
| *FK Vojvodina             | 2 - 1 | 2 - 3           | 0 - 2    | MFK Ružomberok         |
| *Irtych Pavlodar          | 1 - 0 | 3 - 0           | 2 - 0    | Dunav Ruse             |
| *Mladost Podgorica        | 1 - 0 | 4 - 0           | 3 - 0    | Gandzasar Kapan        |
| Široki Brijeg             | 2 - 0 | 2 - 0           | 0 - 0    | Ordabasy Chymkent*     |
| Partizani Tirana          | 1 - 3 | 1 - 4           | 0 - 1    | Botev Plovdiv*         |
| Pyunik Erevan             | 1 - 4 | 1 - 9           | 0 - 5    | Slovan Bratislava*     |
| Dinamo Batoumi            | 0 - 1 | 0 - 5           | 0 - 4    | Jagiellonia Białystok* |
| *Videoton FC              | 2 - 0 | 5 - 3           | 3 - 3    | Balzan FC              |
| *Étoile rouge de Belgrade | 3 - 0 | 6 - 3           | 3 - 3    | Floriana FC            |
| UE Santa Coloma           | 0 - 2 | 0 - 6           | 0 - 4    | NK Osijek*             |
| Tre Penne                 | 0 - 1 | 0 - 7           | 0 - 6    | Rabotnički Skopje*     |
| *Željezničar Sarajevo     | 1 - 0 | 3 - 2           | 2 - 2    | Zeta Golubovci         |
| St. Joseph's FC           | 0 - 4 | 0 - 10          | 0 - 6    | AEL Limassol*          |
| *Valletta FC              | 2 - 0 | 3 - 0           | 1 - 0    | Folgore/Falciano       |
| Zaria Bălți               | 2 - 1 | 3 - 3 6 - 5 tab | 1 - 2 ap | FK Sarajevo*           |
| *Rangers FC               | 1 - 0 | 1 - 2           | 0 - 2    | Progrès Niederkorn     |
| *AEK Larnaca              | 5 - 0 | 6 - 1           | 1 - 1    | Lincoln Red Imps FC    |
| *Skënderbeu Korçë         | 1 - 0 | 6 - 0           | 5 - 0    | Sant Julià             |
| *FK Ventspils             | 0 - 0 | 0 - 1           | 0 - 1    | Valur Reykjavik        |
| Bala Town                 | 1 - 2 | 1 - 5           | 0 - 3    | FC Vaduz*              |
| *NK Domžale               | 2 - 0 | 5 - 2           | 3 - 2    | Flora Tallinn          |
| *FC Midtjylland           | 6 - 1 | 10 - 2          | 4 - 1    | Derry City             |
| *FK Haugesund             | 7 - 0 | 7 - 0           | 0 - 0    | Coleraine FC           |
| *St Johnstone             | 1 - 2 | 1 - 3           | 0 - 1    | FK Trakai              |
| VPS                       | 1 - 0 | 2 - 0           | 1 - 0    | Olimpija Ljubljana*    |
| *Crusaders FC             | 3 - 1 | 3 - 3E          | 0 - 2    | FK Liepāja             |
| *Dynamo Minsk             | 2 - 1 | 4 - 1           | 2 - 0    | NSÍ Runavík            |
| *Stjarnan                 | 0 - 1 | 0 - 2           | 0 - 1    | Shamrock Rovers        |
| *Odds BK                  | 3 - 0 | 5 - 0           | 2 - 0    | Ballymena United       |
| Connah's Quay Nomads      | 1 - 0 | 1 - 3           | 0 - 3    | HJK Helsinki*          |
| *Nõmme Kalju              | 2 - 1 | 4 - 2           | 2 - 1    | B36 Tórshavn           |
| *Ferencváros TC           | 2 - 0 | 3 - 0           | 1 - 0    | FK Jelgava             |
| *IFK Norrköping           | 5 - 0 | 6 - 0           | 1 - 0    | FC Pristina            |
| *Chakhtior Soligorsk      | 0 - 0 | 1 - 2           | 1 - 2    | Sūduva Marijampolė     |
| *KR Reykjavik             | 0 - 0 | 2 - 0           | 2 - 0    | SJK                    |
| *Levadia Tallinn          | 0 - 2 | 2 - 6           | 2 - 4    | Cork City              |
| *Lyngby BK                | 1 - 0 | 4 - 0           | 3 - 0    | Bangor City            |
| KÍ Klaksvík               | 0 - 0 | 0 - 5           | 0 - 5    | AIK Fotboll*           |

### Deuxième tour de qualification
Un total de 66 équipes prend part au deuxième tour de qualification : 16 équipes intégrant la compétition à ce stade, rejointes par les 50 vainqueurs du premier tour.
| Équipe               | Aller | Total           | Retour   | Équipe                    |
| -------------------- | ----- | --------------- | -------- | ------------------------- |
| *Beitar Jérusalem    | 1 - 1 | 1 - 5           | 0 - 4    | Botev Plovdiv             |
| Željezničar Sarajevo | 0 - 0 | 0 - 2           | 0 - 2    | AIK Fotboll*              |
| FK Haugesund         | 3 - 2 | 3 - 4           | 0 - 2    | Lech Poznań*              |
| *Apollon Limassol    | 3 - 0 | 5 - 1           | 2 - 1    | Zaria Bălți               |
| Cork City            | 0 - 1 | 0 - 2           | 0 - 1    | AEK Larnaca*              |
| *Brøndby IF          | 2 - 0 | 3 - 2           | 1 - 2    | VPS                       |
| Rabotnički           | 1 - 1 | 1 - 4           | 0 - 3    | Dynamo Minsk*             |
| Kairat Almaty        | 1 - 1 | 1 - 3           | 0 - 2    | Skënderbeu Korçë*         |
| IFK Norrköping       | 2 - 1 | 3 - 3 3 - 5 tab | 1 - 2 ap | FK Trakai*                |
| *Slovan Bratislava   | 0 - 1 | 1 - 3           | 1 - 2    | Lyngby BK                 |
| *Paniónios GSS       | 2 - 0 | 5 - 2           | 3 - 2    | ND Gorica                 |
| *HNK Hajduk Split    | 1 - 0 | 3 - 1           | 2 - 1    | Levski Sofia              |
| Shamrock Rovers      | 2 - 3 | 2 - 5           | 0 - 2    | Mladá Boleslav*           |
| *Astra Giurgiu       | 3 - 1 | 3 - 1           | 0 - 0    | Zirə FK                   |
| Nõmme Kalju          | 0 - 3 | 1 - 4           | 1 - 1    | Videoton FC*              |
| *Maccabi Tel-Aviv    | 3 - 1 | 5 - 1           | 2 - 0    | KR Reykjavik              |
| *Rheindorf Altach    | 1 - 1 | 4 - 1           | 3 - 0    | FK Dinamo Brest           |
| *Aberdeen FC         | 1 - 1 | 3 - 1           | 2 - 0    | Široki Brijeg             |
| Valletta             | 0 - 0 | 1 - 3           | 1 - 3    | FC Utrecht*               |
| Östersunds FK        | 2 - 0 | 3 - 1           | 1 - 1    | Galatasaray SK*           |
| Ferencváros TC       | 2 - 4 | 3 - 7           | 1 - 3    | FC Midtjylland*           |
| *MFK Ružomberok      | 0 - 1 | 2 - 1           | 2 - 0    | SK Brann                  |
| *Inter Bakou         | 1 - 0 | 2 - 4           | 1 - 4    | Fola Esch                 |
| *Sturm Graz          | 0 - 1 | 3 - 1           | 3 - 0    | Mladost Podgorica         |
| FK Liepāja           | 0 - 2 | 1 - 2           | 1 - 0    | Sūduva Marijampolė*       |
| FC Vaduz             | 0 - 1 | 0 - 2           | 0 - 1    | Odds BK*                  |
| KF Shkëndija         | 3 - 1 | 4 - 2           | 1 - 1    | HJK Helsinki*             |
| *FK Qabala           | 1 - 1 | 3 - 1           | 2 - 0    | Jagiellonia Białystok     |
| *Valur Reykjavik     | 1 - 2 | 3 - 5           | 2 - 3    | NK Domžale                |
| *AS Trenčín          | 1 - 1 | 1 - 3           | 0 - 2    | Bnei Yehoudah             |
| Progrès Niederkorn   | 0 - 1 | 1 - 3           | 1 - 2    | AEL Limassol*             |
| Irtych Pavlodar      | 1 - 1 | 1 - 3           | 0 - 2    | Étoile rouge de Belgrade* |
| NK Osijek            | 2 - 0 | 3 - 2           | 1 - 2    | FC Lucerne*               |

### Troisième tour de qualification
Un total de 58 équipes prend part au troisième tour de qualification : 25 équipes intégrant la compétition à ce stade, rejointes par les 33 vainqueurs du deuxième tour.
| Équipe                   | Aller | Total           | Retour   | Équipe                    |
| ------------------------ | ----- | --------------- | -------- | ------------------------- |
| *PSV Eindhoven           | 0 - 1 | 0 - 2           | 0 - 1    | NK Osijek                 |
| FK Trakai                | 2 - 1 | 2 - 4           | 0 - 3    | KF Shkëndija*             |
| *FK Krasnodar            | 2 - 1 | 5 - 2           | 3 - 1    | Lyngby BK                 |
| Sturm Graz               | 1 - 2 | 2 - 3           | 1 - 1    | Fenerbahçe SK*            |
| *Panathinaïkos           | 1 - 0 | 3 - 1           | 2 - 1    | FK Qabala                 |
| *Mladá Boleslav          | 2 - 1 | 3 - 3 2 - 4 tab | 1 - 2 ap | Skënderbeu Korçë          |
| *Austria Vienne          | 0 - 0 | 2 - 1           | 2 - 1    | AEL Limassol              |
| *Dinamo Zagreb           | 2 - 1 | 2 - 1           | 0 - 0    | Odds BK                   |
| Dinamo Bucarest          | 1 - 1 | 1 - 4           | 0 - 3    | Athletic Bilbao*          |
| Olimpik Donetsk          | 1 - 1 | 1 - 3           | 0 - 2    | PAOK Salonique*           |
| Arka Gdynia              | 3 - 2 | 4 - 4E          | 1 - 2    | FC Midtjylland*           |
| *Östersunds FK           | 1 - 0 | 3 - 1           | 2 - 1    | Fola Esch                 |
| *Girondins de Bordeaux   | 2 - 1 | 2 - 2E          | 0 - 1    | Videoton FC               |
| *Maccabi Tel-Aviv        | 1 - 0 | 2 - 0           | 1 - 0    | Paniónios GSS             |
| FC Utrecht               | 0 - 0 | 2E - 2          | 2 - 2    | Lech Poznań*              |
| CS U Craiova             | 0 - 1 | 0 - 3           | 0 - 2    | AC Milan*                 |
| Brøndby IF               | 0 - 0 | 0 - 2           | 0 - 2    | HNK Hajduk Split*         |
| *KAA La Gantoise         | 1 - 1 | 2 - 4           | 1 - 3    | Rheindorf Altach          |
| *Astra Giurgiu           | 0 - 0 | 0 - 1           | 0 - 1    | FK Oleksandriïa           |
| *Everton FC              | 1 - 0 | 2 - 0           | 1 - 0    | MFK Ružomberok            |
| Aberdeen FC              | 2 - 1 | 2 - 3           | 0 - 2    | Apollon Limassol*         |
| Étoile rouge de Belgrade | 2 - 0 | 3 - 0           | 1 - 0    | Sparta Prague*            |
| Botev Plovdiv            | 0 - 0 | 0 - 2           | 0 - 2    | CS Maritimo*              |
| Bnei Yehoudah            | 0 - 2 | 1 - 2           | 1 - 0    | Zénith Saint-Pétersbourg* |
| *Olympique de Marseille  | 4 - 2 | 4 - 2           | 0 - 0    | KV Ostende                |
| *SC Fribourg             | 1 - 0 | 1 - 2           | 0 - 2    | NK Domžale                |
| AEK Larnaca              | 2 - 0 | 3 - 1           | 1 - 1    | Dynamo Minsk*             |
| AIK Fotboll              | 1 - 1 | 2 - 3           | 1 - 2 ap | Sporting Braga*           |
| Sūduva Marijampolė       | 3 - 0 | 4 - 1           | 1 - 1    | FC Sion*                  |

### Barrages
Un total de 44 équipes prend part aux barrages qui ont lieu en matches aller et retour, les 17 et 24 août 2017 : les 29 vainqueurs du troisième tour ainsi que les 15 perdants du troisième tour de qualification à la Ligue des champions 2017-2018.
Les clubs en italique correspondent aux équipes reversées du 3e tour de qualification de la Ligue des champions.
| Groupe 1           | Groupe 1       | Groupe 1                 | Groupe 1           | Groupe 2                 | Groupe 2       | Groupe 2           | Groupe 2           |
| Têtes de série     | Têtes de série | Non-têtes de série       | Non-têtes de série | Têtes de série           | Têtes de série | Non-têtes de série | Non-têtes de série |
| ------------------ | -------------- | ------------------------ | ------------------ | ------------------------ | -------------- | ------------------ | ------------------ |
| Dynamo Kiev        | 67.256         | CS Maritimo              | 14.866             | Athletic Bilbao          | 60.999         | Panathinaïkos      | 15.080             |
| AC Milan           | 47.666         | Étoile rouge de Belgrade | 7.325              | Red Bull Salzbourg       | 40.570         | Hajduk Split       | 11.550             |
| Club Bruges        | 39.480         | AEK Athènes              | 6.580              | Sporting Braga           | 37.366         | Apollon Limassol   | 10.710             |
| FK Krasnodar       | 32.106         | NK Osijek                | 5.550              | Everton FC               | 29.192         | FH Hafnarfjörður   | 6.175              |
| Austria Vienne     | 17.070         | KF Shkëndija             | 3.375              | FC Midtjylland           | 16.300         | Viitorul Constanța | 5.870              |
| Groupe 3           | Groupe 3       | Groupe 3                 | Groupe 3           | Groupe 4                 | Groupe 4       | Groupe 4           | Groupe 4           |
| Têtes de série     | Têtes de série | Non-têtes de série       | Non-têtes de série | Têtes de série           | Têtes de série | Non-têtes de série | Non-têtes de série |
| Ajax Amsterdam     | 67.212         | Rosenborg BK             | 12.665             | Zénith Saint-Pétersbourg | 87.106         | Sheriff Tiraspol   | 11.150             |
| Fenerbahçe         | 51.840         | FK Oleksandriïa          | 9.526              | Viktoria Plzeň           | 40.635         | Videoton FC        | 8.650              |
| Ludogorets Razgrad | 34.175         | Skënderbeu Korçë         | 6.825              | PAOK Salonique           | 35.080         | FC Utrecht         | 6.712              |
| BATE Borisov       | 29.475         | Rheindorf Altach         | 6.570              | Legia Varsovie           | 28.450         | AEK Larnaca        | 6.210              |
| Dinamo Zagreb      | 26.050         | Vardar Skopje            | 5.125              | Olympique de Marseille   | 28.333         | NK Domžale         | 4.125              |
| Maccabi Tel-Aviv   | 23.375         | Sūduva Marijampolė       | 1.285              | Partizan Belgrade        | 16.075         | Östersunds FK      | 3.945              |

| Équipe              | Aller | Total  | Retour   | Équipe                    |
| ------------------- | ----- | ------ | -------- | ------------------------- |
| *AC Milan           | 6 - 0 | 7 - 0  | 1 - 0    | KF Shkëndija              |
| Vardar Skopje       | 2 - 0 | 4 - 1  | 2 - 1    | Fenerbahçe*               |
| *Ajax Amsterdam     | 0 - 1 | 2 - 4  | 2 - 3    | Rosenborg BK              |
| NK Osijek           | 1 - 2 | 2 - 2E | 1 - 0    | Austria Vienne*           |
| *FK Krasnodar       | 3 - 2 | 4 - 4E | 1 - 2    | Étoile rouge de Belgrade  |
| Rheindorf Altach    | 0 - 1 | 2 - 3  | 2 - 2    | Maccabi Tel-Aviv*         |
| *BATE Borisov       | 1 - 1 | 3 - 1  | 2 - 1    | FK Oleksandriïa           |
| *Club Bruges        | 0 - 0 | 0 - 3  | 0 - 3    | AEK Athènes               |
| CS Maritimo         | 0 - 0 | 1 - 3  | 1 - 3    | Dynamo Kiev*              |
| *Dinamo Zagreb      | 1 - 1 | 1 - 1E | 0 - 0    | Skënderbeu Korçë          |
| *Ludogorets Razgrad | 2 - 0 | 2 - 0  | 0 - 0    | Sūduva Marijampolė        |
| Panathinaïkos       | 2 - 3 | 2 - 4  | 0 - 1    | Athletic Bilbao*          |
| Apollon Limassol    | 3 - 2 | 4 - 3  | 1 - 1    | FC Midtjylland*           |
| NK Domžale          | 1 - 1 | 1 - 4  | 0 - 3    | Olympique de Marseille*   |
| *Partizan Belgrade  | 0 - 0 | 4 - 0  | 4 - 0    | Videoton FC               |
| FH Hafnarfjörður    | 1 - 2 | 3 - 5  | 2 - 3    | Sporting Braga*           |
| *Everton FC         | 2 - 0 | 3 - 1  | 1 - 1    | Hajduk Split              |
| FC Utrecht          | 1 - 0 | 1 - 2  | 0 - 2 ap | Zénith Saint-Pétersbourg* |
| *Legia Varsovie     | 1 - 1 | 1 - 1E | 0 - 0    | Sheriff Tiraspol          |
| Viitorul Constanța  | 1 - 3 | 1 - 7  | 0 - 4    | Red Bull Salzbourg*       |
| *Viktoria Plzeň     | 3 - 1 | 3 - 1  | 0 - 0    | AEK Larnaca               |
| *PAOK Salonique     | 3 - 1 | 3 - 3E | 0 - 2    | Östersunds FK             |

## Phase de groupes

### Format et tirage au sort
Étoile rouge de Belgrade
Partizan Belgrade
Le tirage au sort de la phase de groupes a lieu le 25 août 2017 à Monaco. 48 équipes sont réparties en douze groupes de quatre et s'affrontent dans des mini-championnats de six journées. Les deux meilleures équipes de chaque groupe, soit vingt-quatre équipes, se qualifient pour les seizièmes de finale où elles seront rejointes par 8 équipes repêchées de la Ligue des champions.
Pour le tirage au sort, les 48 équipes sont réparties en quatre chapeaux selon leur coefficient UEFA. Un groupe est composé d'une équipe provenant de chaque chapeau et les clubs d'une même association nationale ne peuvent pas être tirés au sort dans le même groupe. Les équipes reversées du tour de barrages de la Ligue des champions sont indiquées en italique.
| Chapeau 1                | Chapeau 1 | Chapeau 2              | Chapeau 2 | Chapeau 3           | Chapeau 3 | Chapeau 4                | Chapeau 4 |
| Club                     | Coeff.    | Club                   | Coeff.    | Club                | Coeff.    | Club                     | Coeff.    |
| ------------------------ | --------- | ---------------------- | --------- | ------------------- | --------- | ------------------------ | --------- |
| Arsenal FC N             | 105.192   | Steaua Bucarest C      | 35.370    | FK Astana           | 16.800    | Apollon Limassol         | 10.710    |
| Zénith Saint-Pétersbourg | 87.106    | Ludogorets Razgrad C   | 34.175    | Partizan Belgrade   | 16.075    | İstanbul Başakşehir      | 10.340    |
| Olympique lyonnais       | 68.833    | BATE Borisov           | 29.475    | FC Cologne          | 15.899    | Konyaspor N              | 9.840     |
| Dynamo Kiev              | 67.256    | Everton FC             | 29.192    | TSG Hoffenheim      | 15.899    | Vitesse Arnhem N         | 9.212     |
| Villarreal CF            | 64.999    | BSC Young Boys         | 28.915    | HNK Rijeka C N      | 15.550    | Slavia Prague C          | 8.135     |
| Athletic Bilbao          | 60.999    | Olympique de Marseille | 28.333    | Vitória Guimarães   | 14.866    | Étoile rouge de Belgrade | 7.325     |
| Lazio Rome               | 56.666    | Real Sociedad          | 27.499    | Atalanta Bergame    | 14.666    | Skënderbeu Korçë         | 6.825     |
| AC Milan                 | 47.666    | Maccabi Tel-Aviv       | 23.375    | Zulte Waregem N     | 14.480    | Fastav Zlín N            | 6.635     |
| Viktoria Plzeň           | 40.635    | Lokomotiv Moscou N     | 20.606    | Zorya Louhansk      | 13.526    | AEK Athènes              | 6.580     |
| Red Bull Salzbourg       | 40.570    | Austria Vienne         | 17.070    | Rosenborg BK        | 12.665    | FC Lugano                | 6.415     |
| FC Copenhague C N        | 37.800    | Hertha Berlin          | 16.899    | Sheriff Tiraspol    | 11.150    | Vardar Skopje C          | 5.125     |
| Sporting Braga           | 37.366    | OGC Nice               | 16.833    | Hapoël Beer-Sheva C | 10.875    | Östersunds FK            | 3.945     |

C : Champion national

N : Vainqueur de la coupe nationale

### Matchs et classements
Légende des classements
- Qualifié pour les seizièmes de finale

Légende des résultats
- Victoire à domicile
- Match nul
- Victoire à l'extérieur

Les jours de match sont le 14 septembre, le 28 septembre, le 19 octobre, le 2 novembre, le 23 novembre et le 7 décembre 2017.

#### Groupe A
| Rang | Équipe           | Pts | J | G | N | P | Bp | Bc | Diff |  | Résultats (▼ dom., ► ext.) |     |     |     |     |
| ---- | ---------------- | --- | - | - | - | - | -- | -- | ---- |  | -------------------------- | --- | --- | --- | --- |
| 1    | Villarreal CF    | 11  | 6 | 3 | 2 | 1 | 10 | 6  | +4   |  | Villarreal CF              |     | 3-1 | 2-2 | 0-1 |
| 2    | FK Astana        | 10  | 6 | 3 | 1 | 2 | 10 | 7  | +3   |  | FK Astana                  | 2-3 |     | 1-1 | 4-0 |
| 3    | Slavia Prague    | 8   | 6 | 2 | 2 | 2 | 6  | 6  | 0    |  | Slavia Prague              | 0-2 | 0-1 |     | 1-0 |
| 4    | Maccabi Tel-Aviv | 4   | 6 | 1 | 1 | 4 | 1  | 8  | -7   |  | Maccabi Tel-Aviv           | 0-0 | 0-1 | 0-2 |     |

#### Groupe B
| Rang | Équipe            | Pts | J | G | N | P | Bp | Bc | Diff |  | Résultats (▼ dom., ► ext.) |     |     |     |     |
| ---- | ----------------- | --- | - | - | - | - | -- | -- | ---- |  | -------------------------- | --- | --- | --- | --- |
| 1    | Dynamo Kiev       | 13  | 6 | 4 | 1 | 1 | 15 | 9  | +6   |  | Dynamo Kiev                |     | 4-1 | 2-2 | 3-1 |
| 2    | Partizan Belgrade | 8   | 6 | 2 | 2 | 2 | 8  | 9  | -1   |  | Partizan Belgrade          | 2-3 |     | 2-1 | 2-0 |
| 3    | BSC Young Boys    | 6   | 6 | 1 | 3 | 2 | 7  | 8  | -1   |  | BSC Young Boys             | 0-1 | 1-1 |     | 2-1 |
| 4    | Skënderbeu Korçë  | 5   | 6 | 1 | 2 | 3 | 6  | 10 | -4   |  | Skënderbeu Korçë           | 3-2 | 0-0 | 1-1 |     |

#### Groupe C
| Rang | Équipe              | Pts | J | G | N | P | Bp | Bc | Diff |  | Résultats (▼ dom., ► ext.) |     |     |     |     |
| ---- | ------------------- | --- | - | - | - | - | -- | -- | ---- |  | -------------------------- | --- | --- | --- | --- |
| 1    | Sporting Braga      | 10  | 6 | 3 | 1 | 2 | 9  | 8  | +1   |  | Sporting Braga             |     | 0-2 | 2-1 | 3-1 |
| 2    | Ludogorets Razgrad  | 9   | 6 | 2 | 3 | 1 | 7  | 5  | +2   |  | Ludogorets Razgrad         | 1-1 |     | 1-2 | 2-1 |
| 3    | Istanbul Başakşehir | 8   | 6 | 2 | 2 | 2 | 7  | 8  | -1   |  | Istanbul Başakşehir        | 2-1 | 0-0 |     | 1-1 |
| 4    | TSG Hoffenheim      | 5   | 6 | 1 | 2 | 3 | 8  | 10 | -2   |  | TSG Hoffenheim             | 1-2 | 1-1 | 3-1 |     |

#### Groupe D
| Rang | Équipe         | Pts | J | G | N | P | Bp | Bc | Diff |  | Résultats (▼ dom., ► ext.) |     |     |     |     |
| ---- | -------------- | --- | - | - | - | - | -- | -- | ---- |  | -------------------------- | --- | --- | --- | --- |
| 1    | AC Milan       | 11  | 6 | 3 | 2 | 1 | 13 | 6  | +7   |  | AC Milan                   |     | 0-0 | 3-2 | 5-1 |
| 2    | AEK Athènes    | 8   | 6 | 1 | 5 | 0 | 6  | 5  | +1   |  | AEK Athènes                | 0-0 |     | 2-2 | 2-2 |
| 3    | HNK Rijeka     | 7   | 6 | 2 | 1 | 3 | 11 | 12 | -1   |  | HNK Rijeka                 | 2-0 | 1-2 |     | 1-4 |
| 4    | Austria Vienne | 5   | 6 | 1 | 2 | 3 | 9  | 16 | -7   |  | Austria Vienne             | 1-5 | 0-0 | 1-3 |     |

#### Groupe E
| Rang | Équipe             | Pts | J | G | N | P | Bp | Bc | Diff |  | Résultats (▼ dom., ► ext.) |     |     |     |     |
| ---- | ------------------ | --- | - | - | - | - | -- | -- | ---- |  | -------------------------- | --- | --- | --- | --- |
| 1    | Atalanta Bergame   | 14  | 6 | 4 | 2 | 0 | 14 | 4  | +10  |  | Atalanta Bergame           |     | 1-0 | 3-0 | 3-1 |
| 2    | Olympique lyonnais | 11  | 6 | 3 | 2 | 1 | 11 | 4  | +7   |  | Olympique lyonnais         | 1-1 |     | 3-0 | 4-0 |
| 3    | Everton FC         | 4   | 6 | 1 | 1 | 4 | 7  | 15 | -8   |  | Everton FC                 | 1-5 | 1-2 |     | 2-2 |
| 4    | Apollon Limassol   | 3   | 6 | 0 | 3 | 3 | 5  | 14 | -9   |  | Apollon Limassol           | 1-1 | 1-1 | 0-3 |     |

#### Groupe F
| Rang | Équipe           | Pts | J | G | N | P | Bp | Bc | Diff |  | Résultats (▼ dom., ► ext.) |     |     |     |     |
| ---- | ---------------- | --- | - | - | - | - | -- | -- | ---- |  | -------------------------- | --- | --- | --- | --- |
| 1    | Lokomotiv Moscou | 11  | 6 | 3 | 2 | 1 | 9  | 4  | +5   |  | Lokomotiv Moscou           |     | 2-1 | 1-2 | 3-0 |
| 2    | FC Copenhague    | 9   | 6 | 2 | 3 | 1 | 7  | 3  | +4   |  | FC Copenhague              | 0-0 |     | 2-0 | 3-0 |
| 3    | Sheriff Tiraspol | 9   | 6 | 2 | 3 | 1 | 4  | 4  | 0    |  | Sheriff Tiraspol           | 1-1 | 0-0 |     | 1-0 |
| 4    | Fastav Zlín      | 2   | 6 | 0 | 2 | 4 | 1  | 10 | -9   |  | Fastav Zlín                | 0-2 | 1-1 | 0-0 |     |

#### Groupe G
| Rang | Équipe            | Pts | J | G | N | P | Bp | Bc | Diff |  | Résultats (▼ dom., ► ext.) |     |     |     |     |
| ---- | ----------------- | --- | - | - | - | - | -- | -- | ---- |  | -------------------------- | --- | --- | --- | --- |
| 1    | Viktoria Plzeň    | 12  | 6 | 4 | 0 | 2 | 13 | 8  | +5   |  | Viktoria Plzeň             |     | 2-0 | 4-1 | 3-1 |
| 2    | Steaua Bucarest   | 10  | 6 | 3 | 1 | 2 | 9  | 7  | +2   |  | Steaua Bucarest            | 3-0 |     | 1-2 | 1-1 |
| 3    | FC Lugano         | 9   | 6 | 3 | 0 | 3 | 9  | 11 | -2   |  | FC Lugano                  | 3-2 | 1-2 |     | 1-0 |
| 4    | Hapoël Beer-Sheva | 4   | 6 | 1 | 1 | 4 | 5  | 10 | -5   |  | Hapoël Beer-Sheva          | 0-2 | 1-2 | 2-1 |     |

#### Groupe H
| Rang | Équipe                   | Pts | J | G | N | P | Bp | Bc | Diff |  | Résultats (▼ dom., ► ext.) |     |     |     |     |
| ---- | ------------------------ | --- | - | - | - | - | -- | -- | ---- |  | -------------------------- | --- | --- | --- | --- |
| 1    | Arsenal FC               | 13  | 6 | 4 | 1 | 1 | 14 | 4  | +10  |  | Arsenal FC                 |     | 0-0 | 3-1 | 6-0 |
| 2    | Étoile rouge de Belgrade | 9   | 6 | 2 | 3 | 1 | 3  | 2  | +1   |  | Étoile rouge de Belgrade   | 0-1 |     | 1-0 | 1-1 |
| 3    | FC Cologne               | 6   | 6 | 2 | 0 | 4 | 7  | 8  | -1   |  | FC Cologne                 | 1-0 | 0-1 |     | 5-2 |
| 4    | BATE Borisov             | 5   | 6 | 1 | 2 | 3 | 6  | 16 | -10  |  | BATE Borisov               | 2-4 | 0-0 | 1-0 |     |

#### Groupe I
| Rang | Équipe                 | Pts | J | G | N | P | Bp | Bc | Diff |  | Résultats (▼ dom., ► ext.) |     |     |     |     |
| ---- | ---------------------- | --- | - | - | - | - | -- | -- | ---- |  | -------------------------- | --- | --- | --- | --- |
| 1    | Red Bull Salzbourg     | 12  | 6 | 3 | 3 | 0 | 7  | 1  | +6   |  | Red Bull Salzbourg         |     | 1-0 | 0-0 | 3-0 |
| 2    | Olympique de Marseille | 8   | 6 | 2 | 2 | 2 | 4  | 4  | 0    |  | Olympique de Marseille     | 0-0 |     | 1-0 | 2-1 |
| 3    | Konyaspor              | 6   | 6 | 1 | 3 | 2 | 3  | 5  | -2   |  | Konyaspor                  | 0-2 | 1-1 |     | 2-1 |
| 4    | Vitória Guimarães      | 5   | 6 | 1 | 2 | 3 | 5  | 9  | -4   |  | Vitória Guimarães          | 1-1 | 1-0 | 1-1 |     |

#### Groupe J
| Rang | Équipe          | Pts | J | G | N | P | Bp | Bc | Diff |  | Résultats (▼ dom., ► ext.) |     |     |     |     |
| ---- | --------------- | --- | - | - | - | - | -- | -- | ---- |  | -------------------------- | --- | --- | --- | --- |
| 1    | Athletic Bilbao | 11  | 6 | 3 | 2 | 1 | 8  | 5  | +3   |  | Athletic Bilbao            |     | 1-0 | 0-1 | 3-2 |
| 2    | Östersunds FK   | 11  | 6 | 3 | 2 | 1 | 8  | 4  | +4   |  | Östersunds FK              | 2-2 |     | 2-0 | 1-0 |
| 3    | Zorya Louhansk  | 6   | 6 | 2 | 0 | 4 | 3  | 9  | -6   |  | Zorya Louhansk             | 0-2 | 0-2 |     | 2-1 |
| 4    | Hertha Berlin   | 5   | 6 | 1 | 2 | 4 | 6  | 7  | -1   |  | Hertha Berlin              | 0-0 | 1-1 | 2-0 |     |

#### Groupe K
| Rang | Équipe         | Pts | J | G | N | P | Bp | Bc | Diff |  | Résultats (▼ dom., ► ext.) |     |     |     |     |
| ---- | -------------- | --- | - | - | - | - | -- | -- | ---- |  | -------------------------- | --- | --- | --- | --- |
| 1    | Lazio Rome     | 13  | 6 | 4 | 1 | 1 | 12 | 7  | +5   |  | Lazio Rome                 |     | 1-0 | 2-0 | 1-1 |
| 2    | OGC Nice       | 9   | 6 | 3 | 0 | 3 | 12 | 7  | +5   |  | OGC Nice                   | 1-3 |     | 3-1 | 3-0 |
| 3    | Zulte Waregem  | 7   | 6 | 2 | 1 | 3 | 8  | 13 | -5   |  | Zulte Waregem              | 3-2 | 1-5 |     | 1-1 |
| 4    | Vitesse Arnhem | 5   | 6 | 1 | 2 | 3 | 5  | 10 | -5   |  | Vitesse Arnhem             | 2-3 | 1-0 | 0-2 |     |

#### Groupe L
| Rang | Équipe                   | Pts | J | G | N | P | Bp | Bc | Diff |  | Résultats (▼ dom., ► ext.) |     |     |     |     |
| ---- | ------------------------ | --- | - | - | - | - | -- | -- | ---- |  | -------------------------- | --- | --- | --- | --- |
| 1    | Zénith Saint-Pétersbourg | 16  | 6 | 5 | 1 | 0 | 17 | 5  | +12  |  | Zénith Saint-Pétersbourg   |     | 3-1 | 3-1 | 2-1 |
| 2    | Real Sociedad            | 12  | 6 | 4 | 0 | 2 | 16 | 6  | +10  |  | Real Sociedad              | 1-3 |     | 4-0 | 3-0 |
| 3    | Rosenborg BK             | 5   | 6 | 1 | 2 | 3 | 6  | 11 | -5   |  | Rosenborg BK               | 1-1 | 0-1 |     | 3-1 |
| 4    | Vardar Skopje            | 1   | 6 | 0 | 1 | 5 | 3  | 20 | -17  |  | Vardar Skopje              | 0-5 | 0-6 | 1-1 |     |

## Phase finale

### Qualification et tirage au sort
Spartak Moscou
 CSKA Moscou
 Lokomotiv Moscou
 Étoile rouge de Belgrade
 Partizan Belgrade
Les douze premiers et deuxièmes de la phase de groupes de la Ligue Europa, rejoints par les huit équipes ayant terminé troisièmes de leur groupe en Ligue des champions, participent à la phase finale de la Ligue Europa qui débute par des seizièmes de finale.
Le tirage au sort des seizièmes de finale est organisé de telle sorte que :
- les clubs d'une même association ne peuvent se rencontrer ;
- les membres d'un même groupe ne peuvent se rencontrer ;
- une tête de série est toujours opposée à une non-tête de série ;
- le match retour a lieu au domicile du club tête de série.

Les tirages au sort des tours suivants n'ont aucune restriction.
| Groupe | 1er de groupe - Tête de série | 2e de groupe - Non-tête de série |
| ------ | ----------------------------- | -------------------------------- |
| A      | Villarreal CF                 | FK Astana                        |
| B      | Dynamo Kiev                   | Partizan Belgrade                |
| C      | Sporting Braga                | Ludogorets Razgrad               |
| D      | AC Milan                      | AEK Athènes                      |
| E      | Atalanta Bergame              | Olympique lyonnais               |
| F      | Lokomotiv Moscou              | FC Copenhague                    |
| G      | Viktoria Plzeň                | Steaua Bucarest                  |
| H      | Arsenal FC                    | Étoile rouge de Belgrade         |
| I      | Red Bull Salzbourg            | Olympique de Marseille           |
| J      | Athletic Bilbao               | Östersunds FK                    |
| K      | Lazio Rome                    | OGC Nice                         |
| L      | Zénith Saint-Pétersbourg      | Real Sociedad                    |

Classement des troisièmes de poules en Ligue des champions.
 
Les quatre meilleurs repêchés de Ligue des champions sont têtes de série (en jaune foncé).
| Rang | Équipe                      | Pts | J | G | N | P | Bp | Bc | Diff |
| ---- | --------------------------- | --- | - | - | - | - | -- | -- | ---- |
| 1    | CSKA Moscou (Grp. A)        | 9   | 6 | 3 | 0 | 3 | 8  | 10 | -2   |
| 2    | Atlético de Madrid (Grp. C) | 7   | 6 | 1 | 4 | 1 | 5  | 4  | +1   |
| 3    | RB Leipzig (Grp. G)         | 7   | 6 | 2 | 1 | 3 | 10 | 11 | -1   |
| 4    | Sporting CP (Grp. D)        | 7   | 6 | 2 | 1 | 3 | 8  | 9  | -1   |
| 5    | SSC Naples (Grp. F)         | 6   | 6 | 2 | 0 | 4 | 11 | 11 | 0    |
| 6    | Spartak Moscou (Grp. E)     | 6   | 6 | 1 | 3 | 2 | 9  | 12 | -3   |
| 7    | Celtic Glasgow (Grp. B)     | 3   | 6 | 1 | 0 | 5 | 5  | 18 | -13  |
| 8    | Borussia Dortmund (Grp. H)  | 2   | 6 | 0 | 2 | 4 | 7  | 13 | -6   |

Source : UEFA

Règles de classification : 1- Points ; 2- Différence de buts ; 3- Buts marqués ; 4- Buts marqués à l'extérieur ; 5- Victoires ; 6- Victoires à l'extérieur ; 7- Coefficient de club.

### Seizièmes de finale
Le tirage au sort des seizièmes de finale prend place le 11 décembre 2017. Les matchs aller se jouent le 15 février et les matchs retour les 21 et 22 février 2018.
| Équipe                   | Aller | Total  | Retour | Équipe                   |
| ------------------------ | ----- | ------ | ------ | ------------------------ |
| Borussia Dortmund        | 3 - 2 | 4 - 3  | 1 - 1  | Atalanta Bergame         |
| OGC Nice                 | 2 - 3 | 2 - 4  | 0 - 1  | Lokomotiv Moscou         |
| FC Copenhague            | 1 - 4 | 1 - 5  | 0 - 1  | Atlético de Madrid       |
| Spartak Moscou           | 1 - 3 | 3 - 4  | 2 - 1  | Athletic Bilbao          |
| AEK Athènes              | 1 - 1 | 1 - 1E | 0 - 0  | Dynamo Kiev              |
| Celtic Glasgow           | 1 - 0 | 1 - 3  | 0 - 3  | Zénith Saint-Pétersbourg |
| SSC Naples               | 1 - 3 | 3 - 3E | 2 - 0  | RB Leipzig               |
| Étoile rouge de Belgrade | 0 - 0 | 0 - 1  | 0 - 1  | CSKA Moscou              |
| Olympique lyonnais       | 3 - 1 | 4 - 1  | 1 - 0  | Villarreal CF            |
| Real Sociedad            | 2 - 2 | 3 - 4  | 1 - 2  | RB Salzbourg             |
| Partizan Belgrade        | 1 - 1 | 1 - 3  | 0 - 2  | Viktoria Plzeň           |
| Steaua Bucarest          | 1 - 0 | 2 - 5  | 1 - 5  | Lazio Rome               |
| Ludogorets Razgrad       | 0 - 3 | 0 - 4  | 0 - 1  | AC Milan                 |
| FK Astana                | 1 - 3 | 4 - 6  | 3 - 3  | Sporting CP              |
| Östersunds FK            | 0 - 3 | 2 - 4  | 2 - 1  | Arsenal FC               |
| Olympique de Marseille   | 3 - 0 | 3 - 1  | 0 - 1  | Sporting Braga           |

### Tableau final
|  | Huitièmes de finale      | Huitièmes de finale      | Huitièmes de finale    | Huitièmes de finale    |                                |                                | Quarts de finale | Quarts de finale | Quarts de finale | Quarts de finale |  |  | Demi-finales | Demi-finales | Demi-finales | Demi-finales |  |  | Finale                                           | Finale | Finale | Finale |
|  |                          |                          |                        |                        |                                |                                |                  |                  |                  |                  |  |  |              |              |              |              |  |  |                                                  |        |        |        |
|  |                          |                          |                        |                        |                                |                                |                  |                  |                  |                  |  |  |              |              |              |              |  |  | 16 mai 2018 - Groupama Stadium, Décines-Charpieu |        |        |        |
|  | RB Leipzig               | RB Leipzig               | 2                      | 1                      |                                |                                |                  |                  |                  |                  |  |  |              |              |              |              |  |  |                                                  |        |        |        |
|  | RB Leipzig               | RB Leipzig               | 2                      | 1                      |                                |                                |                  |                  |                  |                  |  |  |              |              |              |              |  |  |                                                  |        |        |        |
|  | Zénith Saint-Pétersbourg | Zénith Saint-Pétersbourg | 1                      | 1                      |                                |                                |                  |                  |                  |                  |  |  |              |              |              |              |  |  |                                                  |        |        |        |
|  | Zénith Saint-Pétersbourg | Zénith Saint-Pétersbourg | 1                      | 1                      | RB Leipzig                     | RB Leipzig                     | 1                | 2                |                  |                  |  |  |              |              |              |              |  |  |                                                  |        |        |        |
|  |                          |                          |                        |                        | RB Leipzig                     | RB Leipzig                     | 1                | 2                |                  |                  |  |  |              |              |              |              |  |  |                                                  |        |        |        |
|  |                          |                          | Olympique de Marseille | Olympique de Marseille | 0                              | 5                              |                  |                  |                  |                  |  |  |              |              |              |              |  |  |                                                  |        |        |        |
|  | Olympique de Marseille   | Olympique de Marseille   | Olympique de Marseille | Olympique de Marseille | 0                              | 5                              | 3                | 2                |                  |                  |  |  |              |              |              |              |  |  |                                                  |        |        |        |
|  | Olympique de Marseille   | Olympique de Marseille   |                        |                        |                                |                                |                  | 2                |                  |                  |  |  |              |              |              |              |  |  |                                                  |        |        |        |
|  | Athletic Bilbao          | Athletic Bilbao          | 1                      | 1                      |                                |                                |                  |                  |                  |                  |  |  |              |              |              |              |  |  |                                                  |        |        |        |
|  | Athletic Bilbao          | Athletic Bilbao          | 1                      | 1                      | Olympique de Marseille (a. p.) | Olympique de Marseille (a. p.) | 2                | 1                |                  |                  |  |  |              |              |              |              |  |  |                                                  |        |        |        |
|  |                          |                          |                        |                        | Olympique de Marseille (a. p.) | Olympique de Marseille (a. p.) | 2                | 1                |                  |                  |  |  |              |              |              |              |  |  |                                                  |        |        |        |
|  |                          |                          | RB Salzbourg           | RB Salzbourg           | 0                              | 2                              |                  |                  |                  |                  |  |  |              |              |              |              |  |  |                                                  |        |        |        |
|  | Lazio Rome               | Lazio Rome               | RB Salzbourg           | RB Salzbourg           | 0                              | 2                              | 2                | 2                |                  |                  |  |  |              |              |              |              |  |  |                                                  |        |        |        |
|  | Lazio Rome               | Lazio Rome               |                        |                        |                                |                                |                  | 2                |                  |                  |  |  |              |              |              |              |  |  |                                                  |        |        |        |
|  | Dynamo Kiev              | Dynamo Kiev              | 2                      | 0                      |                                |                                |                  |                  |                  |                  |  |  |              |              |              |              |  |  |                                                  |        |        |        |
|  | Dynamo Kiev              | Dynamo Kiev              | 2                      | 0                      | Lazio Rome                     | Lazio Rome                     | 4                | 1                |                  |                  |  |  |              |              |              |              |  |  |                                                  |        |        |        |
|  |                          |                          |                        |                        | Lazio Rome                     | Lazio Rome                     | 4                | 1                |                  |                  |  |  |              |              |              |              |  |  |                                                  |        |        |        |
|  |                          |                          | RB Salzbourg           | RB Salzbourg           | 2                              | 4                              |                  |                  |                  |                  |  |  |              |              |              |              |  |  |                                                  |        |        |        |
|  | Borussia Dortmund        | Borussia Dortmund        | RB Salzbourg           | RB Salzbourg           | 2                              | 4                              | 1                | 0                |                  |                  |  |  |              |              |              |              |  |  |                                                  |        |        |        |
|  | Borussia Dortmund        | Borussia Dortmund        |                        |                        |                                |                                |                  | 0                |                  |                  |  |  |              |              |              |              |  |  |                                                  |        |        |        |
|  | RB Salzbourg             | RB Salzbourg             | 2                      | 0                      |                                |                                |                  |                  |                  |                  |  |  |              |              |              |              |  |  |                                                  |        |        |        |
|  | RB Salzbourg             | RB Salzbourg             | 2                      | 0                      | Olympique de Marseille         | Olympique de Marseille         | 0                | 0                |                  |                  |  |  |              |              |              |              |  |  |                                                  |        |        |        |
|  |                          |                          |                        |                        | Olympique de Marseille         | Olympique de Marseille         | 0                | 0                |                  |                  |  |  |              |              |              |              |  |  |                                                  |        |        |        |
|  |                          |                          | Atlético de Madrid     | Atlético de Madrid     | 3                              | 3                              |                  |                  |                  |                  |  |  |              |              |              |              |  |  |                                                  |        |        |        |
|  | AC Milan                 | AC Milan                 | Atlético de Madrid     | Atlético de Madrid     | 3                              | 3                              | 0                | 1                |                  |                  |  |  |              |              |              |              |  |  |                                                  |        |        |        |
|  | AC Milan                 | AC Milan                 |                        |                        |                                |                                |                  | 1                |                  |                  |  |  |              |              |              |              |  |  |                                                  |        |        |        |
|  | Arsenal FC               | Arsenal FC               | 2                      | 3                      |                                |                                |                  |                  |                  |                  |  |  |              |              |              |              |  |  |                                                  |        |        |        |
|  | Arsenal FC               | Arsenal FC               | 2                      | 3                      | Arsenal FC                     | Arsenal FC                     | 4                | 2                |                  |                  |  |  |              |              |              |              |  |  |                                                  |        |        |        |
|  |                          |                          |                        |                        | Arsenal FC                     | Arsenal FC                     | 4                | 2                |                  |                  |  |  |              |              |              |              |  |  |                                                  |        |        |        |
|  |                          |                          | CSKA Moscou            | CSKA Moscou            | 1                              | 2                              |                  |                  |                  |                  |  |  |              |              |              |              |  |  |                                                  |        |        |        |
|  | CSKA Moscou              | CSKA Moscou              | CSKA Moscou            | CSKA Moscou            | 1                              | 2                              | 0                | 3E               |                  |                  |  |  |              |              |              |              |  |  |                                                  |        |        |        |
|  | CSKA Moscou              | CSKA Moscou              |                        |                        |                                |                                |                  | 3E               |                  |                  |  |  |              |              |              |              |  |  |                                                  |        |        |        |
|  | Olympique lyonnais       | Olympique lyonnais       | 1                      | 2                      |                                |                                |                  |                  |                  |                  |  |  |              |              |              |              |  |  |                                                  |        |        |        |
|  | Olympique lyonnais       | Olympique lyonnais       | 1                      | 2                      | Arsenal FC                     | Arsenal FC                     | 1                | 0                |                  |                  |  |  |              |              |              |              |  |  |                                                  |        |        |        |
|  |                          |                          |                        |                        | Arsenal FC                     | Arsenal FC                     | 1                | 0                |                  |                  |  |  |              |              |              |              |  |  |                                                  |        |        |        |
|  |                          |                          | Atlético de Madrid     | Atlético de Madrid     | 1                              | 1                              |                  |                  |                  |                  |  |  |              |              |              |              |  |  |                                                  |        |        |        |
|  | Atlético de Madrid       | Atlético de Madrid       | Atlético de Madrid     | Atlético de Madrid     | 1                              | 1                              | 3                | 5                |                  |                  |  |  |              |              |              |              |  |  |                                                  |        |        |        |
|  | Atlético de Madrid       | Atlético de Madrid       |                        |                        |                                |                                |                  | 5                |                  |                  |  |  |              |              |              |              |  |  |                                                  |        |        |        |
|  | Lokomotiv Moscou         | Lokomotiv Moscou         | 0                      | 1                      |                                |                                |                  |                  |                  |                  |  |  |              |              |              |              |  |  |                                                  |        |        |        |
|  | Lokomotiv Moscou         | Lokomotiv Moscou         | 0                      | 1                      | Atlético de Madrid             | Atlético de Madrid             | 2                | 0                |                  |                  |  |  |              |              |              |              |  |  |                                                  |        |        |        |
|  |                          |                          |                        |                        | Atlético de Madrid             | Atlético de Madrid             | 2                | 0                |                  |                  |  |  |              |              |              |              |  |  |                                                  |        |        |        |
|  |                          |                          | Sporting CP            | Sporting CP            | 0                              | 1                              |                  |                  |                  |                  |  |  |              |              |              |              |  |  |                                                  |        |        |        |
|  | Sporting CP (a. p.)      | Sporting CP (a. p.)      | Sporting CP            | Sporting CP            | 0                              | 1                              | 2                | 1                |                  |                  |  |  |              |              |              |              |  |  |                                                  |        |        |        |
|  | Sporting CP (a. p.)      | Sporting CP (a. p.)      |                        |                        |                                |                                |                  | 1                |                  |                  |  |  |              |              |              |              |  |  |                                                  |        |        |        |
|  | Viktoria Plzeň           | Viktoria Plzeň           | 0                      | 2                      |                                |                                |                  |                  |                  |                  |  |  |              |              |              |              |  |  |                                                  |        |        |        |
|  | Viktoria Plzeň           | Viktoria Plzeň           | 0                      | 2                      |                                |                                |                  |                  |                  |                  |  |  |              |              |              |              |  |  |                                                  |        |        |        |
|  |                          |                          |                        |                        |                                |                                |                  |                  |                  |                  |  |  |              |              |              |              |  |  |                                                  |        |        |        |

### Huitièmes de finale
Le tirage au sort des huitièmes de finale s'est déroulé le 23 février 2018 à 13h00 CET à la Maison du football européen (Nyon, Suisse). Les matchs aller se jouent le 8 mars et les matchs retour le 15 mars 2018.
| Équipe                 | Aller | Total  | Retour   | Équipe                   |
| ---------------------- | ----- | ------ | -------- | ------------------------ |
| Lazio Rome             | 2 - 2 | 4 - 2  | 2 - 0    | Dynamo Kiev              |
| RB Leipzig             | 2 - 1 | 3 - 2  | 1 - 1    | Zénith Saint-Pétersbourg |
| Atlético de Madrid     | 3 - 0 | 8 - 1  | 5 - 1    | Lokomotiv Moscou         |
| CSKA Moscou            | 0 - 1 | 3E - 3 | 3 - 2    | Olympique lyonnais       |
| Olympique de Marseille | 3 - 1 | 5 - 2  | 2 - 1    | Athletic Bilbao          |
| Sporting CP            | 2 - 0 | 3 - 2  | 1 - 2 ap | Viktoria Plzeň           |
| Borussia Dortmund      | 1 - 2 | 1 - 2  | 0 - 0    | RB Salzbourg             |
| AC Milan               | 0 - 2 | 1 - 5  | 1 - 3    | Arsenal FC               |

### Quarts de finale
Le tirage au sort des quarts de finale s'est déroulé le 16 mars 2018 à 13h00 CET à la Maison du football européen (Nyon, Suisse). Les matchs aller se jouent le 5 avril et les matchs retour le 12 avril 2018.
| Équipe             | Aller | Total | Retour | Équipe                 |
| ------------------ | ----- | ----- | ------ | ---------------------- |
| RB Leipzig         | 1 - 0 | 3 - 5 | 2 - 5  | Olympique de Marseille |
| Arsenal FC         | 4 - 1 | 6 - 3 | 2 - 2  | CSKA Moscou            |
| Atlético de Madrid | 2 - 0 | 2 - 1 | 0 - 1  | Sporting CP            |
| Lazio Rome         | 4 - 2 | 5 - 6 | 1 - 4  | RB Salzbourg           |

### Demi-finales
Le tirage au sort des demi-finales s'est déroulé le 13 avril 2018 à 13h00 CET à la Maison du football européen (Nyon, Suisse). Les matchs aller se jouent le 26 avril et les matchs retour le 3 mai 2018.
| Équipe                 | Aller | Total | Retour   | Équipe             |
| ---------------------- | ----- | ----- | -------- | ------------------ |
| Olympique de Marseille | 2 - 0 | 3 - 2 | 1 - 2 ap | RB Salzbourg       |
| Arsenal FC             | 1 - 1 | 1 - 2 | 0 - 1    | Atlético de Madrid |

### Finale
La finale est jouée le mercredi 16 mai 2018 au Groupama Stadium de Décines-Charpieu.
| Club                   | Score | Club               |
| ---------------------- | ----- | ------------------ |
| Olympique de Marseille | 0 - 3 | Atlético de Madrid |

## Classements annexes
- Statistiques officielles de l'UEFA.
- Rencontres de qualification non-incluses.

### Meilleurs buteurs
| Rang | Buteur            | Club                     | Buts | Minutes jouées |
| ---- | ----------------- | ------------------------ | ---- | -------------- |
| 1    | Ciro Immobile     | Lazio Rome               | 8    | 582            |
| 1    | Aritz Aduriz      | Athletic Bilbao          | 8    | 801            |
| 3    | Júnior Moraes     | Dynamo Kiev              | 7    | 742            |
| 4    | Mario Balotelli   | OGC Nice                 | 6    | 528            |
| 5    | Antoine Griezmann | Atlético de Madrid       | 6    | 631            |
| 6    | Aleksandr Kokorin | Zénith Saint-Pétersbourg | 6    | 698            |
| 7    | André Silva       | Milan AC                 | 6    | 722            |
| 8    | Emiliano Rigoni   | Zénith Saint-Pétersbourg | 6    | 775            |
| 9    | Manuel Fernandes  | Lokomotiv Moscou         | 6    | 900            |
| 10   | Harlem Gnohéré    | Steaua Bucarest          | 5    | 344            |

### Meilleurs passeurs
| Rang | Passeur            | Club                   | Passes | Minutes jouées |
| ---- | ------------------ | ---------------------- | ------ | -------------- |
| 1    | Dimitri Payet      | Olympique de Marseille | 7      | 811            |
| 2    | Sergio Canales     | Real Sociedad          | 6      | 557            |
| 3    | Luis Alberto       | Lazio Rome             | 5      | 644            |
| 3    | Stefan Lainer      | RB Salzbourg           | 5      | 1290           |
| 5    | Theo Walcott       | Arsenal FC             | 4      | 424            |
| 5    | Xabi Prieto        | Real Sociedad          | 4      | 483            |
| 5    | Raphael Holzhauser | Austria Vienne         | 4      | 536            |
| 5    | Bruno Fernandes    | Sporting Portugal      | 4      | 567            |
| 5    | Mesut Özil         | Arsenal FC             | 4      | 609            |
| 5    | Hakan Çalhanoğlu   | Milan AC               | 4      | 613            |

## Nombre d'équipes par association et par tour
L'ordre des fédérations est établi suivant le classement UEFA des pays en 2017. Les clubs repêchés de la Ligue des champions apparaissent en italique.
| Association  |       | Barrages                        | +   | Phase de groupes               | +  | Seizièmes de finale                      | Huitièmes de finale       | Quarts de finale | Demi-finales | Finale      |
| ------------ | ----- | ------------------------------- | --- | ------------------------------ | -- | ---------------------------------------- | ------------------------- | ---------------- | ------------ | ----------- |
| Espagne      |       | 1 Bilbao                        | +2  | 3 Bilbao, Sociedad, Villarreal | +1 | 4 Atlético, Bilbao, Sociedad, Villarreal | 2 Atlético, Bilbao        | 1 Atlético       | 1 Atlético   | 1 Atlético  |
| Allemagne    |       |                                 | +3  | 3 Cologne, Hertha, Hoffenheim  | +2 | 2 Dortmund, Leipzig                      | 2 Dortmund, Leipzig       | 1 Leipzig        |              |             |
| Angleterre   |       | 1 Everton                       | +1  | 2 Arsenal, Everton             |    | 1 Arsenal                                | 1 Arsenal                 | 1 Arsenal        | 1 Arsenal    |             |
| Italie       |       | 1 Milan                         | +2  | 3 Atalanta, Lazio, Milan       | +1 | 4 Atalanta, Lazio, Milan, Naples         | 2 Lazio, Milan            | 1 Lazio          |              |             |
| France       |       | 1 Marseille                     | +2  | 3 Lyon, Nice, Marseille        |    | 3 Lyon, Marseille, Nice                  | 2 Lyon, Marseille         | 1 Marseille      | 1 Marseille  | 1 Marseille |
| Russie       |       | 2 Krasnodar, Zénith             | +1  | 2 Lokomotiv, Zénith            | +2 | 4 CSKA, Lokomotiv, Spartak, Zénith       | 3 CSKA, Lokomotiv, Zénith | 1 CSKA           |              |             |
| Portugal     |       | 2 Braga, Maritimo               | +1  | 2 Braga, Vitória               | +1 | 2 Braga, Sporting                        | 1 Sporting                | 1 Sporting       |              |             |
| Ukraine      |       | 2 Kiev, Oleksandriïa            | +1  | 2 Kiev, Louhansk               |    | 1 Kiev                                   | 1 Kiev                    |                  |              |             |
| Belgique     |       | 1 Bruges                        | +1  | 1 Waregem                      |    |                                          |                           |                  |              |             |
| Turquie      |       | 1 Fenerbahçe                    | +2  | 2 Başakşehir, Konyaspor        |    |                                          |                           |                  |              |             |
| Rép. tchèque |       | 1 Plzeň                         | +2  | 3 Plzeň, Slavia, Zlín          |    | 1 Plzeň                                  | 1 Plzeň                   |                  |              |             |
| Suisse       |       |                                 | +2  | 2 Lugano, Young Boys           |    |                                          |                           |                  |              |             |
| Pays-Bas     |       | 2 Ajax, Utrecht                 | +1  | 1 Vitesse                      |    |                                          |                           |                  |              |             |
| Grèce        |       | 3 AEK, Panathinaïkos, PAOK      |     | 1 AEK                          |    | 1 AEK                                    |                           |                  |              |             |
| Autriche     |       | 3 Austria, Rheindorf, Salzbourg |     | 2 Austria, Salzbourg           |    | 1 Salzbourg                              | 1 Salzbourg               | 1 Salzbourg      | 1 Salzbourg  |             |
| Croatie      |       | 3 Osijek, Split, Zagreb         | +1  | 1 Rijeka                       |    |                                          |                           |                  |              |             |
| Roumanie     |       | 1 Viitorul                      | +1  | 1 Steaua                       |    | 1 Steaua                                 |                           |                  |              |             |
| Danemark     |       | 1 Midtjylland                   | +1  | 1 Copenhague                   |    | 1 Copenhague                             |                           |                  |              |             |
| Biélorussie  |       | 1 BATE                          |     | 1 BATE                         |    |                                          |                           |                  |              |             |
| Pologne      |       | 1 Legia                         |     |                                |    |                                          |                           |                  |              |             |
| Suède        |       | 1 Östersunds                    |     | 1 Östersunds                   |    | 1 Östersunds                             |                           |                  |              |             |
| Israël       |       | 1 Tel-Aviv                      | +1  | 2 Beer-Sheva, Tel-Aviv         |    |                                          |                           |                  |              |             |
| Écosse       |       |                                 |     |                                | +1 | 1 Celtic                                 |                           |                  |              |             |
| Chypre       |       | 2 Larnaca, Limassol             |     | 1 Limassol                     |    |                                          |                           |                  |              |             |
| Norvège      |       | 1 Rosenborg                     |     | 1 Rosenborg                    |    |                                          |                           |                  |              |             |
| Bulgarie     |       | 1 Ludogorets                    |     | 1 Ludogorets                   |    | 1 Ludogorets                             |                           |                  |              |             |
| Serbie       |       | 2 Étoile rouge, Partizan        |     | 2 Étoile rouge, Partizan       |    | 2 Étoile rouge, Partizan                 |                           |                  |              |             |
| Kazakhstan   |       |                                 | +1  | 1 Astana                       |    | 1 Astana                                 |                           |                  |              |             |
| Slovénie     |       | 1 Domžale                       |     |                                |    |                                          |                           |                  |              |             |
| Hongrie      |       | 1 Videoton                      |     |                                |    |                                          |                           |                  |              |             |
| Moldavie     |       | 1 Tiraspol                      |     | 1 Tiraspol                     |    |                                          |                           |                  |              |             |
| Islande      |       | 1 FH                            |     |                                |    |                                          |                           |                  |              |             |
| Albanie      |       | 1 Skënderbeu                    |     | 1 Skënderbeu                   |    |                                          |                           |                  |              |             |
| Macédoine    |       | 2 Shkëndija, Skopje             |     | 1 Skopje                       |    |                                          |                           |                  |              |             |
| Lituanie     |       | 1 Marijampolė                   |     |                                |    |                                          |                           |                  |              |             |
| Total        | Total | 44                              | +26 | 48                             | +8 | 32                                       | 16                        | 8                | 4            | 2           |